# Список кодів зони Північноамериканського плану нумерації
Північноамериканський план нумерації (NANP) ділить регіони своїх країн — членів на географічні райони плану нумерації (NPA).
Кожен NPA ідентифікується одним або кількома кодами плану нумерації (кодами NPA або кодами району), складається з трьох цифр, які додаються до кожного місцевого телефонного номера, що має сім цифр. Область плану нумерації з кількома кодами регіонів називається планом накладання. Деякі коди регіонів також присвоюються негеографічним цілям. Правила нумерації NPA не дозволяють використовувати цифри 0 і 1 як провідні цифри, що також застосовується до кодів центрального офісу. NPA з другою цифрою 9 зарезервовані для майбутнього розширення формату.
Коди регіонів з однаковими двома кінцевими цифрами вважаються легко впізнаваними кодами (ERC), які зарезервовані або використовуються для загальносистемних послуг.

## Коди регіонів у цифровому порядку

### 200—299
| Код     | Територія або використання | Примітки |
| ------- | --- | --- |
| 200     | не використовується | легко впізнаваний код (ERC) |
| 201     | Нью-Джерсі (округ Берген та округ Гудзон) | спочатку охоплював весь Нью-Джерсі 1958, поділ на 609 1991, поділ на 908 1997, поділ на 973 2001, накладено 551                                                                                      |
| 202     | Вашингтон, округ Колумбія (весь) | Буде накладено 771 9 листопада 2021 року |
| 203     | Коннектикут (Бріджпорт, Данбері, Нью-Гейвен, Вотербері та південний захід штату Коннектикут) | спочатку охоплював увесь Коннектикут 1995, поділ на 860 2009, накладено 475 |
| 204     | Манітоба | 2012, накладено 431 код регіону 584 зарезервований як третій код для регіону |
| 205     | Алабама (Бірмінгем; Тускалуза та частини західної та центральної Алабами) | спочатку охоплював всю Алабаму 1995, поділ на 334 1998, поділ на 256 накладено 659 2019 року |
| 206     | Вашингтон (Сіетл, усі острови Бейнбрідж, Мерсер та Вашон, Бур'єн, Де-Мойн, Озерний лісопарк, Норманді-Парк, Сі-Так, Шорлайн, Таквіла та деякі прилеглі до них невеликі некорпоративні райони. Також частини Вудвей та Едмондс) | спочатку охоплював весь Вашингтон 1957, поділ на 509 1995, поділ на 360 1997, поділ на 425 і 253 |
| 207     | Мен (усі, крім станції Есткур) | |
| 208     | Айдахо | 2017, поділ на 986 |
| 209     | Каліфорнія (Стоктон, Модесто, Мерсед, Трейсі, Сан-Андреас і частина центральної Каліфорнії, що простягається до центрального національного парку Йосеміті) | 1958, створений розколом від 916 1998, поділ на 559 |
| 210     | Техас (столичний район Сан-Антоніо) | 1992, створений розколом від 512 1997, поділ на три шляхи, створено 830 та 956 2017, накладено 726                                                                                                   |
| 211     | Не код міста — використовується для звернення до громадських служб або місцевої (регіональної) інформаційної служби | |
| 212     | Нью-Йорк (Нью-Йорк: лише Мангеттен, крім Марбл-Гілл) | 1947, створений як код міста для всього Нью-Йорка 1984, поділ на 718, а Манхеттен і Бронкс залишилися в 212 1992, Бронкс перейшов на 718 1992, накладено 917 1999, накладено 646 2017, накладено 332 |
| 213     | Каліфорнія (майже все місто Лос-Анджелес за межами долини Сан-Фернандо, включаючи Голлівуд, а також ряд менших міст та некорпоративних районів округу Лос-Анджелес відразу на південь та / або схід) | спочатку охоплював південну третину Каліфорнії 1951, поділ на 714 1957, поділ на 805 1984, поділ на 818 1991, поділ на 310 1998, поділ на 323 2017, об'єднаний з 323 як накладений                   |
| 214     | Техас (столичний район Далласа) | 1953, поділ на 817 1990, поділ на 903 1996, поділ на 972 1999, 214 та 972 були об'єднані та накладені на 469 2021, накладено 945                                                                     |
| 215     | Пенсільванія (район Філадельфії, включаючи всю Філадельфію та її передмістя на сході округу Монтгомері та більшість округу Бакс, а також дуже невелику частину округу Беркс навколо району Герефорд, який обслуговується обмінною станцією Пеннсбург 679) | 1994, поділ на 610 1997, накладено 267 2018, перекрито 445 |
| 216     | Огайо (район Клівленда) | 1996, поділ на 330 1997, поділ на 440 |
| 217     | Іллінойс (Спрингфілд, Шампейн, Декейтер, Урбана, Лінкольн та деякі частини центрального Іллінойсу) | 1957поділ на 309 27 березня 2021 року буде накладено 447 |
| 218     | Міннесота (Дулут, Мурхед, Водоспад Тіф-Рівер, Беміджі, Брейнерд, Інтернешнл-Фоллс і більша частина північної Міннесоти) | 1954, поділ на 507 |
| 219     | Індіана (Гері, Честертон, Краун Пойнт, Східний Чикаго, Гаммонд, Гобарт, Меррілвілл, Мічиган-Сіті, Портедж, Вальпараїсо) | 1948, створений розколом від 317 2002, поділ на 260 та 574 |
| 220     | Огайо (Приміський Колумбус, центральна частина штату Огайо за межами графства Франклін, за винятком району Мерісвілл, разом із південно-східним штатом Огайо: Афіни, Ланкастер, Кембридж, Делавер, Іронтон, Марієтта, Вернон, Ньюарк, Портсмут, Штубенвілл, Вашингтонський суд і Занесвілль) | 2015, код зони 740 |
| 221     | не використовується | |
| 222     | не використовується | легко впізнаваний код (ERC) |
| 223     | Пенсільванія (Гаррісбург, Геттісберг, Ланкастер, Йорк та більша частина південно-центральної Пенсильванії) | 2017, накладено 717 |
| 224     | Іллінойс (Північне та північно-західне передмістя Чикаго, включаючи озеро, північний Кук, північний Кейн та крайній південно-східний округ Мак-Генрі. Включає Еванстон, Скокі, Найлз, Парк-Ридж, Дес-Плейнс, Маунт-Проспект, Арлінгтон-Гайтс, Палатин, Вілінг, Буффало-Гай, Беррінгтон , Елк-Гроув- Вілледж, Шаумбург, Гоффман-Естейтс, Елджін, Карпентерсвілл, Алгонквін, Лейк-ін-те-Гіллс, Гантлі, Гемпшир, Кері, Лейк-Цюрих, Фокс-Лейк, Раунд-Лейк-Біч, Антіок, Герні, Вокіган, Лейк-Форест, Вернон-Гіллс, Лібертівілл, Манделайн, Нортбрук, Гленв'ю, Діерфілд, Гайленд-Парк, Вілмет, Віннетка) | 2002, накладено 847 |
| 225     | Луїзіана (Батон-Руж, Дональдсонвілл, Нью-Роудс, Білий замок та центрально-східна Луїзіана) | 1998, створений шляхом поділу з 504 мнемоніка: CAJun |
| 226     | Онтаріо (Лондон, Віндзор, Кітченер-Ватерлоо, Кембридж та більша частина південно-західного Онтаріо) | 2006, накладено на 519 2016, накладено 548 код міста 382 зарезервований як четвертий код для регіону мнемоніка: CANada                                                                               |
| 227     | пропоноване накладення 240 і 301 (Меріленд), але дата вступу в силу не призначена | |
| 228     | Міссісіпі (Галфпорт, Білоксі, Паскагула, затока Сент-Луїс і найпівденніший штат Міссісіпі) | 1997, створений розколом від 601 |
| 229     | Джорджія (Олбані, Валдоста, Бейнбрідж, Америкус, Фіцджеральд та більша частина південно-західної Джорджії) | 2000, створений розколом від 912 |
| 230     | не використовується | |
| 231     | Мічиган (Маскігон, Траверс-Сіті, Ладінгтон, Петоскі та частина північно-західного Мічигану) | 1999, створений розколом від 616 |
| 232     | не використовується | |
| 233     | не використовується | легко впізнаваний код (ERC) |
| 234     | Огайо (Акрон, Кантон, Янгстаун, Воррен і більша частина північного сходу Огайо) | 2000, накладений на 330 |
| 235     | не використовується | |
| 236     | Британська Колумбія | 2013, накладений на 604, 250 та 778 2019, накладений на 672 |
| 237-238 | не використовується | |
| 239     | Флорида (південно-західне узбережжя: увесь округ Лі, округ Колльєр, материкова частина округу Монро, включаючи мис Корал, Форт Майєрс, Неаполь та Еверглейдс) | 2003, створений розколом від 941 |
| 240     | Меріленд (південна та західна частини) | 1997, накладений на 301 щоб у майбутньому накласти 227 |
| 241     | не використовується | |
| 242     | Багами (всі) | 1996, створений розколом від 809 мнемоніка: BHA |
| 243     | не використовується | |
| 244     | не використовується | легко впізнаваний код (ERC) |
| 245     | не використовується | |
| 246     | Барбадос (весь) | 1996, створений розколом від 809 мнемоніка: BIM |
| 247     | не використовується | |
| 248     | Мічиган (округ Окленд) | 1997, створений розколом від 810 2002, накладено 947 |
| 249     | Онтаріо (Північно-Східний Онтаріо та Центральний Онтаріо: Великий Садбері, Су-Сент-Марі, Норт-Бей та ін.) | 2011, накладений на 705 код міста 683 зарезервований як третій код для регіону |
| 250     | Британська Колумбія (Вікторія, Принс Джордж, Принс-Руперт, Келоуна, всі райони, крім Грейтер Ванкувер та долини Фрейзер); також для Гайдер Аляска | 1996, створений розколом від 604 2008, накладено 778 (див. 604) 2013, накладено 236 2019, накладено 672                                                                                              |
| 251     | Алабама (округ Мобіл, округ Болдуін, Бей-Мінетт, Джексон, Брютон, Сітронель та частина південно-західної Алабами) | 2001, створений розколом від 334 |
| 252     | Північна Кароліна (Грінвілл, Нью-Берн, Елізабет-Сіті, Кінстон, Аутер-Бенкс, Рокі-Маунт) | 1998, створений розколом від 919 |
| 253     | Вашингтон (Такома, Лейквуд, Оберн, Пуяллап, Інамкло, Спаневей та південні передмістя Сіетла) | 1997, створений розколом з 206 |
| 254     | Техас (Вако, Кіллін, Темпл, Белтон і Стівенвілл) | 1997, створений розколом від 817 |
| 255     | не використовується | легко впізнаваний код (ERC) |
| 256     | Алабама (Гантсвілл, Декейтер, Каллман, Гадсден, Медісон, Флоренс, Шеффілд, Тускумбія, Форт-Пейн, Скоттсборо та більша частина північної Алабами) | 1998, створений шляхом відриву від 205 2010, накладений на 938 |
| 257     | не використовується | зарезервовано для використання в Канаді, але дата вступу в силу не призначена |
| 258-259 | не використовується | |
| 260     | Індіана (Форт-Вейн, Нью-Гейвен, Декатур, Ангола, Гантінгтон, Вобаш та більша частина північно-східної Індіани) | 2002, створений розколом з 219 |
| 261     | не використовується | |
| 262     | Вісконсин (Расін, Кеноша, Меномоні Фоллз, Уокешо та більша частина південного сходу Вісконсина, за винятком округу Мілвокі) | 1999, створений розколом з 414 |
| 263     | Квебек: столичний район Монреаля | зарезервований як код третьої зони для накладення 514 і 438 без визначеної дати для реалізації |
| 264     | Ангілья (вся) | 1997, створений розколом від 809 мнемоніка: ANG |
| 265     | не використовується | |
| 266     | не використовується | легко впізнаваний код (ERC) |
| 267     | Пенсільванія (Філадельфія та околиці передмістя) | 1997, накладений на 215 |
| 268     | Антигуа і Барбуда (вся) | 1996, створений розколом від 809 мнемоніка: АНТ |
| 269     | Мічиган (Баттл-Крік, Каламазу, Бентон-Гарбор, Аллеган, Гастінгс, Сент-Джозеф та більша частина південно-західного Мічигану) | 2002, створений розколом від 616 |
| 270     | Кентуккі (Овенсборо, Педука, Боулінг-Грін, Гопкінсвілль, Гендерсон, Елізабеттаун та більша частина західної частини Кентуккі) | 1999, створений розколом від 502 2014, накладено 364 |
| 271     | не використовується | |
| 272     | Пенсільванія (північно-східна) | 2013, накладений на 570 |
| 273     | не використовується | зарезервовані для використання в Канаді, але дата вступу в силу не призначена |
| 274     | запропоновано накладення 920 (Вісконсн), але дата вступу в силу не призначена | |
| 275     | не використовується | |
| 276     | Вірджинія (Бристоль, Абінгдон, Вайтвілл, Мартінсвілл, Блуфілд, Біг-Стоун-Геп та решта південно-західної Вірджинії) | 2001, створений розколом від 540 |
| 277     | не використовується | легко впізнаваний код (ERC) |
| 278     | було заплановано накладання на Мічиганський 734, але це було скасовано | |
| 279     | Каліфорнія (столичний район Сакраменто) | 2018, накладений на 916 |
| 280     | не використовується | |
| 281     | Техас (район Х'юстона) | 1996, створений розколом від 713 1999, об'єднаний з 713 як накладення 1999, накладено 832 2014, перекривається 346                                                                                   |
| 282     | не використовується | |
| 283     | запропоновано накладення 513 (південний захід Огайо), але дата вступу в силу не призначена (десятки тисяч блоків призначені комутатору в Цинциннаті, Огайо) | |
| 284     | Британські Віргінські острови (усі) | 1997, створений розколом від 809 мнемоніка: BVI |
| 285-287 | не використовується | |
| 288     | не використовується | легко впізнаваний код (ERC) |
| 289     | Онтаріо (Ошава-Гамільтон і Золота Підкова, крім Торонто 416, але включаючи прилеглі передмістя) | 2001, накладений на 905 2013, накладено 365 Буде накладено на 742 у 2021 році |
| 290–299 | Не використовується — зарезервовано для потенційного розширення Плану нумерації в Північній Америці | |

### 300—399
| Код     | Територія або використання | Примітки |
| ------- | --- | --- |
| 300     | не використовується | легко впізнаваний код (ERC) |
| 301     | Меріленд (Сілвер-Спринг, Вашингтон, округ Колумбія, передмістя, усі графства, що межують з річкою Потомак; Гейгерстаун, Фредерік, Роквілл, Камберленд та стаціонарні телефони на заході Меріленда)                                                                       | спочатку охоплював увесь Меріленд 1991, поділ на 410 1997, накладено 240 щоб у майбутньому накласти 227 |
| 302     | Делавер (весь) | |
| 303     | Колорадо (Денвер, Боулдер, Лонгмонт, Орора, Голден, Лімон, Літлтон, Сентенніал; центральне Колорадо) | спочатку охоплював весь Колорадо 1988, поділ на 719 1995, поділ на 970 1998, накладено 720 |
| 304     | Західна Вірджинія | 2009, накладено 681 |
| 305     | Флорида (весь округ Маямі-Дейд і Флорида-Кіс) | спочатку охоплював всю Флориду 1953, поділ на 813 1965, поділ на 904 1988, поділ на 407 1995, поділ на 954 1998, частково накладений на 786 лише в окрузі Маямі-Дейд 2008, повністю перекритий 786, включаючи Флорида-Кіс |
| 306     | Саскачеван | 2012, накладений на 639 буде накложено у жовтні 2021 р. на 474 |
| 307     | Вайомінг (весь) | |
| 308     | Небраска (Північна Платта, Скоттс-Блафф, Маккук, Карні, Гранд -Айленд; західна Небраска) | 1954, створений розколом від 402 |
| 309     | Іллінойс (Пеорія, Блумінгтон, Молін, Рок-Айленд, Гейлсбург; західно-центральний штат Іллінойс) | 1957, створений з частин 217 і 815 |
| 310     | Каліфорнія (південно-західні прибережні та прилеглі райони округу Лос-Анджелес, включаючи Беверлі-Гіллз, Брентвуд, Малібу, Пасифік Палисадес, Редондо-Біч, Санта-Моніка і Торренс, а також острів Санта-Каталіна)                                                        | 1991, створений розколом від 213 1997, поділ на 562 2006, наложено 424 |
| 311     | Не телефонний код — використовується для дзвінків до органів місцевого самоврядування, що не належать до екстрених служб, або для того, щоб дістатися до мерії чи округу в деяких населених пунктах                                                                      | |
| 312     | Іллінойс (центр Чикаго) | 1989, поділ на 708 1996, поділ на 773 2009, накладений 872 |
| 313     | Мічиган (Дірборн, Гросс-Пойнт, Детройт та його анклави Гемтремк та Гайленд-Парк) | 1993, поділ на 810 1997, поділ на 734 щоб у майбутньому накласти 679 |
| 314     | Міссурі (Сент-Луїс, округ Сент-Луїс, Флориссент, Крествуд, Гейзелвуд, Кірквуд та навколишні передмістя Сент-Луїса) | 1950, поділ, щоб створити частину 417 1996, поділ на 573 1999, поділ на 636 |
| 315     | Нью-Йорк (Сіракузи, Ютіка, Вотертаун; північно-центральна частина Нью-Йорка) | 1954, поділ на 607 2017, накладено 680 |
| 316     | Канзас (столичний район Вічити, авіабаза Мак-Коннелл, Огаста, Ель-Дорадо та Мулвейн) | 2001, поділ на 620 |
| 317     | Індіана (Індіанаполіс і найближчий район метро, включаючи Кармел, Фішерс, Ноблсвілл, Вестфілд, Грінвуд, Мурсвілл, Біч-Гроув, Плейнфілд, Ейвон, Браунсбург і Зайонсвілл)                                                                                                  | 1948, поділ на 219 1997, поділ на 765 2016, накладений на 463 |
| 318     | Луїзіана (Шривпорт — Божер-Сіті, Монро, Александрія, Фішер, Таллула та більша частина північної Луїзіани) | спочатку використовувався тимчасово для району затоки Сан-Франциско до 1953 р. 1957, створений розколом від 504 1999, поділ на 337 |
| 319     | Айова (Сідар-Рапідс, Ватерлоо, Берлінгтон, Айова-Сіті; частині східної Айови) | 2001, поділ на 563 |
| 320     | Міннесота (Сент-Клауд, Александрія, Морріс, Гатчінсон, Сандстон, Епплтон, Вілмар; центральна Міннесота) | 1996, створений розколом від 612 |
| 321     | Флорида (Орландо, Коко, Мельбурн, Рокледж, Тітусвілл, Сент-Клауд і східно-центральна Флорида). 321 частково перекриває 407; 321 — ексклюзивний код для Космічного узбережжя (мис Канаверал, Тітусвілл, Коко, Коко-Біч, Сателліт Біч, Мельбурн, Меррітт-Айленд, Палм-Бей) | 1999 року, створений одночасним поділом і накладенням коду зони 407. 321 став ексклюзивним кодом області для Космічного узбережжя («розділена» частина рельєфу), а також перекрив решту 407 (за винятком невеликої частини округу Волусія, яка з тих пір була перенесена на сусідній код міста 386) це єдиний код міста в Північній Америці, який служить як єдиний код міста для однієї географічної області, одночасно накладаючи на весь географічний регіон код іншій області У 2002 році всі, ті, що залишилися у 321 коді NXX були заморожені, так що всі майбутні 321 коди NXX будуть обслуговувати тільки округ Бревард (т. т «Розділену» частину 321 космічного узбережжя), включаючи Коко, Коко-Біч, частина міста Мельбурн і Тітусвілл, спочатку був призначений як код зони допомоги для 312 Чикаго; проте він був переведений в цю частину Флориди після успішної петиції, поданої місцевим жителем Робертом Осбандом, в ознаменування впливу Космічного узбережжя на округ Бревард (321 є мнемонічним: останні цифри це цифри зворотного відліку ракети перед зльотом — 3-2- 1) Станом на 2019 рік номер 321 більше не надавався клієнтам, які перебувають в географічній зоні, що обслуговується 407, і раніше призначений 321 номер для цієї зони «повторно поглинався», оскільки клієнти припиняли обслуговування (новим клієнтам присвоювалися номери в новому 689 — код зони накладення). У якийсь момент в майбутньому ці номери будуть передані клієнтам, які проживають в регіоні Голд-Кост у Флориді, так що в кінцевому підсумку 321 обслуговуватиме виключно Голд-Кост у Флориді. |
| 322     | не використовується | легко впізнаваний код (ERC) |
| 323     | Каліфорнія (майже все місто Лос-Анджелес за межами долини Сан-Фернандо, включаючи Голлівуд, а також ряд менших міст та некорпорованих районів округу Лос-Анджелес відразу на південь та / або схід)                                                                      | 1998, створений розколом від 213 2017, об'єднаний з 213 як накладений |
| 324     | не використовується | |
| 325     | Техас (Абілін, Сан-Анджело, Світвотер, Снайдер) | 2003, створений розколом від 915 |
| 326     | Огайо (Дейтон, Спрингфілд та південний захід штату Огайо на північ та схід від столичного району Цинциннаті) | 2020, накладений на 937 |
| 327     | пропонується накладення 870, але дата вступу в силу не призначена | |
| 328-329 | не використовується | |
| 330     | Огайо (Акрон, Кантон, Янгстаун, Воррен і більша частина північного сходу Огайо) | 1996, створений шляхом розколу з 216 2000, накладено 234 |
| 331     | Іллінойс (Орора, Нейпервілл, Освіго; західне передмістя Чикаго) | 2007, накладений на 630 |
| 332     | Нью-Йорк (Нью-Йорк: лише Мангеттен, крім Марбл-Хілл) | 2017, створений як накладення 212, 646 та частини 917 |
| 333     | не використовується | легко впізнаваний код (ERC) |
| 334     | Алабама (Монтгомері, Оберн, Дотан, Ентерпрайс, Юфола, Опеліка, Фенікс-Сіті, Сельма, Таскігі та більша частина південно-східної Алабами) | 1995, поділ на 205 2001, поділ на 251 |
| 335     | не використовується | |
| 336     | Північна Кароліна (Пьедмонт Тріад, Вілксборо, Роксборо та більша частина північно-західної Північної Кароліни) | 1997, поділ на 910 2016, накладено 743 |
| 337     | Луїзіана (Лафаєтт, Лейк-Чарлз, Лісвілл, Нью-Айбірія, Опелусас і більша частина південно-західної Луїзіани) | 1999, поділ на 318 |
| 338     | не використовується | |
| 339     | Массачусетс (Бостон, Південний берег) | 2001, накладений на 781 |
| 340     | Віргінські острови США (усі) | 1997, створений розколом від 809 |
| 341     | Каліфорнія (прибережні райони Східної затоки — Окленд, Фрімонт, Гейворд, Ричмонд, Берклі та Аламіда) | 2019, накладено 510 |
| 342     | не використовується | |
| 343     | Онтаріо: (столичний район Оттави та південний схід Онтаріо) | 2010, накладений на 613 код міста 753 зарезервований як третій код для регіону |
| 344     | не використовується | легко впізнаваний код (ERC) |
| 345     | Кайманові острови (всі) | 1996, поділ на 809 |
| 346     | Техас (район Х'юстона) 346 код міста накладається на наявні коди 713, 281 та 832 в округах Гарріс, Форт-Бенд, Воллер, Остін, Монтгомері, Сан-Хасінто, Ліберті, Чемберс, Галвестон та Бразорія                                                                            | 2014, накладений на 281, 713 та 832 |
| 347     | Нью-Йорк (Нью-Йорк: Бронкс, Бруклін, Квінз, Стейтен-Айленд і Марбл-Хілл) | 1999, накладений на 718 та частину 917 2011, накладений на 929 |
| 348-350 | не використовується | |
| 351     | Массачусетс (північний схід) | 2001, накладений на 978 |
| 352     | Флорида (Гейнсвілл, Окала, Інвернесс, Даннеллон та частина центральної Флориди) | 1995, створений розколом від 904 мнемоніка: FLA |
| 353     | не використовується | відведено для використання в США |
| 354     | Квебек (центральний південний Квебек; навколишнє місто Монреаль) | заплановане накладення для 450/579, але воно було припинено, коли дата випуску була перенесена на 2024 рік. |
| 355     | не використовується | легко впізнаваний код (ERC) |
| 356-359 | не використовується | 356 був дозволений для використання як код зони надання допомоги в Нью-Джерсі; проте замість цього використовувався 862, так як запропонований код вважався занадто схожим на код району південного Нью-Джерсі 856. |
| 360     | Вашингтон (Олимпія, Ванкувер, Беллінгем, Бремертон, Порт-Анджелес, Абердин та більша частина західної частини Вашингтона, крім столичного району Сіетла) | 1995, створений розколом з 206 2017, перекривається 564 |
| 361     | Техас (Корпус-Крісті, Вікторія, Джордж-Вест та більша частина південного Техасу) | 1999, створений розколом від 512 |
| 362-363 | не використовується | |
| 364     | Кентуккі (Овенсборо, Педука, Боулінг-Грін, Гопкінсвілл, Хендерсон, Елізабеттаун та більша частина західної частини Кентуккі) | 2014, накладається 270 |
| 365     | Онтаріо (Ошава-Гамільтон і Голден Хорсшу, за винятком 416 Торонто, але включаючи прилеглі передмістя) | 2013, накладений на 905 та 289 у 2021 буде накладено на 742 |
| 366     | не використовується | легко впізнаваний код (ERC) |
| 367     | Квебек (Квебек, Сагеней, півострів Гаспе, Кот-Норд, Шибугамо, Сен-Жорж), Мен (станція Естурт) | 2018, накладено 418/581 |
| 368     | Альберта (Калгарі, Едмонтон) | 2021, накладений на 587/825 |
| 369     | призначений для полегшення нумерації для 707 (північно-західна Каліфорнія), але це було призупинено на невизначений термін | |
| 370-379 | Не використовується — блок зарезервований на випадок, якщо колись знадобляться послідовні номери | 377 — це також ERC |
| 380     | Огайо (округ Колумбус і Франклін) | чотири блоки по 1000 номерів кожен признечені комутатору в Палм-Кост, штат Флорида; і один блок до комутатора в Шривпорті, штат Луїзіана 2016, накладений на 614 в Огайо |
| 381     | не використовується | |
| 382     | Онтаріо (Лондон, Віндзор, Кітченер-Ватерлоо, Кембридж та більша частина південно-західного Онтаріо) | зарезервований як четвертий код для накладення 519/226/548 без визначеної дати реалізації |
| 383-384 | не використовується | |
| 385     | Юта (графства Девіс, Морган, Солт-Лейк, Юта та Вебер вздовж Фронт Восач, включаючи міста Солт-Лейк-Сіті, Огден та Прово) | 2009 р накладається на 801 |
| 386     | Флорида (Дейтона-Біч, Лейк-Сіті, Лайв Оук, Кресент-Сіті та частини північно-східної Флориди) | 2001, створений розколом з 904 Один з небагатьох зональних кодів, які обслуговують дві або більше несуміжних географічних області — частина 386-го району відразу на схід від Флоридської Панхандл відділена від частини Атлантичного узбережжя, яка включає Дейтона-Біч, на 904. Мнемоніка: FUN |
| 387     | Онтаріо: столичний район Торонто | зарезервовано як п'ятий код області для накладання 416/647/437/942 без встановленої дати реалізації |
| 388     | не використовується | легко впізнаваний код (ERC) |
| 389     | не використовується | |
| 390-399 | Не використовується — зарезервовано для потенційного розширення Плану нумерації в Північній Америці | |

### 400—499
| Код     | Територія або використання | Примітки |
| ------- | --- | --- |
| 400     | не використовується | легко впізнаваний код (ERC) |
| 401     | Род-Айленд (весь) | |
| 402     | Небраска (Омаха, Лінкольн, Норфолк, Супіріор та більша частина східної Небраски) | спочатку охоплював всю Небраску 1954, розділений, щоб створити 308 2011, накладено 531 |
| 403     | Альберта (Калгарі, Банфф, Ред-Дир, Медисин-Гет, Летбридж, Брукс та більша частина південної Альберти) | спочатку також охоплював всю територію Юкон і частину Північно-Західних територій 1997, розділений, щоб створити частину 867 1999, розділений, щоб створити 780 вся Альберта (403 та 780) тепер перекрита 587 та 825                                                             |
| 404     | Джорджія: Атланта та столичний район Атланти всередині міждержавної магістралі 285 по периметру | спочатку охоплював всю Джорджію, але зараз повністю оточений телефонним кодом 770, який утворює навколо нього кільце 1954, розділений, щоб створити код міста 912 1992, розділений, щоб створити код міста 706 1995, розділений для створення коду міста 770 1998, накладено 678 |
| 405     | Оклахома (Оклахома-Сіті, Стіллвотер, Едмонд, Норман, Шауні та більша частина центральної Оклахоми) | спочатку охоплював всю Оклахому 1953, розділений, щоб створити 918 1997, розділений, щоб створити 580 2021, накладено572 |
| 406     | Монтана (вся) | |
| 407     | Флорида (Орландо, Сенфорд, Сент-Клауд, Кіссіммі та частина східно-центральної Флориди) | 1988, створений розколом від 305 1996, поділ на 561 1999, розділений і перекритий частково на 321 2019, накладений на 689 |
| 408     | Каліфорнія (Сан-Хосе, Купертіно, Лос-Гатос, Мілпітас, Маунтін-В'ю, Санта-Клара, Саннівейл і Кремнієва долина) | 1959, створений розколом від 415 1998, розділений, щоб створити 831 2012, накладений на 669 |
| 409     | Техас (Бомонт, Галвестон, Орандж, Порт-Артур і Техас-Сіті | 1983, створений розколом від 713 2000, розділений, щоб створити 936 та 979 |
| 410     | Меріленд (за винятком округу Сент-Мері, усіх округів і міст, які торкаються затоки Чесапік, Атлантичного океану або Делавера, включаючи Аннаполіс, столичний Балтимор, Берлін, Кембридж, Оушен-Сіті, Принсесс-Анн та Солсбері), а також округ Говард (Колумбія) та графство Керролл (Вестмінстер)                                                                                                  | 1991, створений розколом від 301 1997, накладений на 443 2012, накладений на 667 |
| 411     | Не код міста — використовується як інформаційний номер для довідкової служби | |
| 412     | Пенсільванія (регіон Піттсбург, включаючи Маккіспорт, Монровілл, Бетел-Парк, Пенн Хілс та Росс; код міста охоплює більшість округу Аллегені та частини округу Вестморленд) | 1998, поділ на 724 2001, накладений 878 |
| 413     | Массачусетс (Спрингфілд, Піттсфілд, Холіок, Грінфілд та більшість західних штатів Массачусетс) | |
| 414     | Вісконсин (округ Мілвокі включає міста Мілвокі, Вест-Алліс, Оук-Крік та інші) | 1955, розділений, щоб створити частину 608 1997, розділений, щоб створити 920 1999, розділений, щоб створити 262 |
| 415     | Каліфорнія (Сан-Франциско, Дейлі-Сіті, Брисбен та більша частина округу Марін) | 1959, розділений, щоб створити 408 і 707 1991, розділений, щоб створити 510 1997, розділений, щоб створити 650 2015, накладений на 628 |
| 416     | Онтаріо (місто Торонто) | 1953, розділений, щоб створити частину 519 1993, розділений, щоб створити 905 2001, накладений на 647 2013, накладений на 437 код міста 942 зарезервований як четвертий код для регіону код міста 387 зарезервований як п'ятий код для регіону                                   |
| 417     | Міссурі (Спрингфілд, Джоплін, Брансон, Ламар, Лебанон та більша частина південно-західного Міссурі) | 1950, створений з частин кодів району 314 та 816 |
| 418     | Квебек (місто Квебек, Сагеней, півострів Гаспе, Кот-Норд, Шибугамо, Сен-Жорж), Мен (станція Есткур) | 2008, накладений на 581 2018, накладений на 367 |
| 419     | Огайо (Толідо, Сильвенія, Менсфілд, Лайма, Фіндлі, Сандаскі, Боулінг-Грін і більша частина північно-західного штату Огайо) | 2002, накладений на 567 |
| 420-421 | не використовується | |
| 422     | не використовується | легко впізнаваний код (ERC) |
| 423     | Теннессі (дві суміжні частини Східного Теннессі: Бристоль, Джонсон-Сіті, Кінгспорт та ін., на північному сході; і Чаттануга, Клівленд, Філадельфія та Макміннвілл на південному сході | 1995, створений розколом від 615 1999, розділений, щоб створити 865 |
| 424     | Каліфорнія (південно-західні прибережні та прилеглі райони округу Лос-Анджелес, включаючи Беверлі-Гіллз, Брентвуд, Малібу, Пасифік Палісадес, Редондо-Біч, Санта-Моніка і Торранс, а також острів Санта-Каталіна) | 2006, накладений на 310 |
| 425     | Вашингтон (північні та східні передмістя Сіетла: Беллв'ю, Еверетт, Едмондс, Кіркленд, Редмонд, Рентон, Семмаміш, Іссаква та Лінвуд) | 1997, створений розколом з 206 |
| 426-427 | не використовується | |
| 428     | Нью-Брансвік | 2023, буде накладений на 506 |
| 429     | не використовується | |
| 430     | Техас | 2003, накладений на 903 |
| 431     | Манітоба | 2012, накладений на 204 код міста 584 зарезервований як третій код для регіону |
| 432     | західний Техас (Західний Техас: Мідленд, Одеса, Біг-Спрінг, Елпайн, Форт-Стоктон) | 2003, поділ на 915 |
| 433     | не використовується | легко впізнаваний код (ERC) |
| 434     | Вірджинія (Шарлоттсвілл, Лінчбург, Данвілл та південно-центральна Вірджинія) | 2001, поділ на 804 |
| 435     | Юта (Сідар-Сіті, Логан, Моаб, Парк-Сіті, Прайс, Сент-Джордж, Туела, Вернел та вся інша частина штату Юта, за винятком графств Девіс, Морган, Солт-Лейк, Юта та Вебер) | 1997, поділ на 801 |
| 436     | не використовується | |
| 437     | Онтаріо: столичний район Торонто | 2013, накладений на 416 та 647 код міста 942 зарезервований як четвертий код для регіону код міста 387 зарезервований як п'ятий код для регіону |
| 438     | Квебек: столичний район Монреаля | 2006, накладений на 514 код міста 263 зарезервований як третій код для регіону |
| 439     | не використовується | |
| 440     | Огайо (оточує Клівленд з трьох сторін, включаючи: Елірію, Лорейн, Оберлін, Ештабулу та більшу частину північно-центральної частини Огайо) | 1997, поділ на 216 |
| 441     | Бермуди (всі) | 1995 рік, перший з багатьох розколів 809 року, який раніше охоплював усі Атлантичні та Карибські острови, що обслуговуються NANP (до решти Карибського басейну можна дістатися через IDDD); 809 обслуговує Домініканську Республіку виключно з 2000 року                         |
| 442     | Каліфорнія (більша частина пустелі та гірських частин південно-східних двох третин Каліфорнії: Бішоп, Барстоу та Долина смерті; східні частини округу Сан-Бернардіно та округа Ріверсайд, включаючи Вікторвілл, Джошуа-Три, Туэнтинайн-Палмс, Палм-Спрінгз та Індіо; весь Імперіал, включаючи Ель-Сентро; і частини півночі та сходу округу Сан-Дієго, включаючи Оушенсайд, Карлсбад та Ескондідо) | 2009, накладений на 760 |
| 443     | Меріленд | 1997, накладений на 410 2012, накладений на 667 |
| 444     | не використовується | легко впізнаваний код (ERC) |
| 445     | накладання 215 та 267 (Філадельфія, Пенсильванія) | створений у 2018 році один тисячний блок призначається комутатору в Тусоні, штат Аризона |
| 446     | не використовується | |
| 447     | Іллінойс (Спрингфілд, Шампейн, Декейтер, Урбана, Лінкольн та частини центральної частини Іллінойсу) | 2021, накладений на 217 |
| 448     | Флорида Панхандл | Буде накладено 850 22 червня 2021 року |
| 449     | не використовується | |
| 450     | Квебек (центральний південний Квебек; оточує місто Монреаль) | 1998, створений розколом від 514 2010, накладений на 579 код регіону 354 зарезервований як третій код для регіону |
| 451-454 | не використовується | |
| 455     | не використовується | легко впізнаваний код (ERC) |
| 456     | спочатку зарезервований для вхідних міжнародних дзвінків на послуги конкретного оператора | припиняється використання, починаючи з листопада 2017 р., а код міста буде повернутий у пул і буде доступний для майбутньої зміни коду міста в 2023 р. |
| 457     | не використовується | фіктивний код міста, присвоєний для ідентифікації Naked DSL / Dry Loop і виділених ліній передачі даних в Саскачевані |
| 458     | Орегон (Юджин, Медфорд, Бенд, Пендлтон, Корвалліс, Онтаріо, Бернс; виключається столичний район Портленда) | 2010, накладений на 541 |
| 459     | не використовується | |
| 460     | не використовується | зарезервовані для використання в Канаді, але дата вступу в силу не призначена |
| 461-462 | не використовується | |
| 463     | Індіана (штат Індіанаполіс та безпосередня зона метрополітену, включаючи Кармел, Фішерс, Ноблсвілль, Вестфілд, Грінвуд, Мурсвілль, Біч Гров, Плейнфілд, Ейвон, Браунсбург та Сіонсвилд). | 2016, накладений на 317 Мнемоніка: INDiana |
| 464     | запропоноване накладання 708 (Іллінойс) | |
| 465     | не використовується | |
| 466     | не використовується | легко впізнаваний код (ERC) |
| 467     | не використовується | |
| 468     | Квебек (Західний Квебек, за винятком Монреалю 514 та околиць 450. Велика територія, включаючи Абітібі-Теміскамінгу, Естрі, Морісі, Утауа, Шербрук та Труа-Рив'єр) | зарезервовано як код міста для накладання 819/873 без встановленої дати реалізації |
| 469     | Техас (столичний район Далласа) | 1999, накладений на 214 та 972 2021, накладено 945 рік |
| 470     | Джорджія (Атланта Метрополітан Арея) | 2010, накладений на телефонні коди 404, 678 та 770 |
| 471     | не використовується | |
| 472     | запропоноване накладання 910 (Північна Кароліна) | |
| 473     | Гренада (вся) | 1997, створений розколом від 809 мнемоніка: GRE або GRD |
| 474     | Саскачеван | Буде накладений 306/639 02 жовтня 2021 р. |
| 475     | Коннектикут | 2009, накладений на 203 |
| 476     | не використовується | |
| 477     | не використовується | легко впізнаваний код (ERC) |
| 478     | Джорджія (Мейкон, Уорнер Робінс, Свейнсборо, Мілледжвіль, Перрі та частина центральної Грузії) | 2000, поділ на 912 |
| 479     | Арканзас (Форт-Сміт, Фаєттвілл, Роджерс та більша частина північно-західного Арканзасу) | 2002, створений розколом від 501 |
| 480     | Аризона (Меса, Скоттсдейл, Чандлер, Темпе та східний міський район Фенікса) | 1999, створений розколом від 602 |
| 481-483 | не використовується | |
| 484     | Пенсільванія | 1999, накладений на 610 |
| 485     | не використовується | |
| 486     | не використовується | |
| 487     | не використовується | зарезервовані для використання в Канаді, але дата вступу в силу не призначена |
| 488     | не використовується | легко впізнаваний код (ERC) |
| 489     | не використовується | |
| 490-499 | Не використовується — зарезервовано для потенційного розширення Плану нумерації в Північній Америці | |

### 500—599
| Код     | Територія або використання | Примітки |
| ------- | --- | --- |
| 500     | зарезервовано для персональних послуг зв'язку | |
| 501     | Арканзас (Літл-Рок, Гот-Спрінгс та більша частина центральної частини Арканзасу, але не Пайн-Блафф)                                                                                                 | спочатку охоплював весь Арканзас 1997, розділений, щоб створити 870 2002, розділений, щоб створити 479 |
| 502     | Кентуккі (Луїсвілл, Франкфорт, Шелбівілл, Бардстаун та більша частина північно-центральної частини Кентуккі)                                                                                        | спочатку охоплював весь Кентуккі 1954, розділений, щоб створити 606 1999, розділений, щоб створити 270 |
| 503     | Орегон (Портленд, Сейлем, Гіллсборо, Бівертон, Сент-Геленс, Тілламук, Асторія та більша частина північно-західного Орегону)                                                                         | спочатку охоплював весь Орегон 1995, розділений, щоб створити 541 2000, частково накладений на 971, за винятком округу Клатсоп та округу Тілламук 2008, виконано повне накладання                                                    |
| 504     | Луїзіана (столичний район Нового Орлеана) | спочатку охоплював всю Луїзіану 1957, розділений, щоб створити 318 1998, розділений, щоб створити 225 2001, розділений, щоб створити 985                                                                                             |
| 505     | Нью-Мексико (Альбукерке, Санта-Фе, Фармінгтон, Галлап і вся північно-західна частина Мексики та частина центральної частини Нью-Мексико)                                                            | спочатку охоплював весь Нью-Мексико 2007, розділити, щоб створити 575 |
| 506     | Нью-Брансвік (весь) | спочатку також охоплював Ньюфаундленд 1955, створений розколом від 902 1962, розділений, щоб дати Ньюфаундленду власний код міста 709 2023, буде накладений на 428                                                                   |
| 507     | Міннесота (Рочестер, Манкейто, Остін, Маршалл, Вінона та більша частина півдня Міннесоти) | 1954, створений розколом від 612 |
| 508     | Массачусетс (Вустер, Нью-Бедфорд, Фолл-Ривер, Кейп-Код і більша частина південно-східного штату Массачусетс)                                                                                        | 1988, створений розколом від 617 1997, розділений, щоб створити 978 2001, накладений на 774 |
| 509     | Вашингтон (весь східний Вашингтон, включаючи Спокан, Елленсбург, Пуллман, район Три-Сітіс, Валла-Валла, Веначі та Якіма)                                                                            | 1957, створений розколом з 206 |
| 510     | Каліфорнія (прибережні райони Східної затоки — Окленд, Фрімонт, Гейвард, Ричмонд, Берклі та Аламіда)                                                                                                | до 1981 р., використовується AT&T для своєї послуги TWX (Telex) (разом із 610, 710, 810 та 910) 1991, створений розколом від 415 1998, розділений, щоб створити 925 2019, накладений на 341                                          |
| 511     | Не код міста — використовується як місцевий інформаційний номер для повідомлень про транспортні та дорожні умови та / або місцевих поліцейських служб, які не є екстреними.                         | |
| 512     | Техас (Остін, Сан-Маркос та частини центральної частини Техасу) | 1992, розділений, щоб створити 210 1999, розділений, щоб створити 361 2013, накладений на 737 |
| 513     | Огайо (Цинциннаті, Мідлтаун, Гамільтон, Лебанон та частини південного та південно-західного Огайо. Цей код міста раніше також включав Дейтон)                                                       | 1996, розділений, щоб створити 937 щоб у майбутньому накласти на них 283 |
| 514     | Квебек: столичний район Монреаля | 1957, розділений, щоб створити 819 1998, розділений, щоб створити 450 2006, накладений на 438 код міста 263 зарезервований як третій код для регіону                                                                                 |
| 515     | Айова (Де-Мойн, Еймс, Форт-Додж, Джефферсон, Індіанола та більша частина північно-центральної Айови)                                                                                                | 2000, розділити, щоб створити 641 |
| 516     | Нью-Йорк (округ Нассау, включаючи Гемпстед та Мінеолу) | 1951, створений розколом від 914 1999, розділений, щоб створити 631 мнемоніка: Long 1slaNd |
| 517     | Мічиган (Лансінг, Джексон, Шарлотт, Діерфілд, Аддісон та більша частина південно-центральної частини Мічигану)                                                                                      | 2000, розділений, щоб створити 989 |
| 518     | Нью-Йорк (Олбані, Скенектаді, Платтсбург, Саранак Лейк, Лейк-Джордж, Вестпорт та більша частина північного сходу Нью-Йорка)                                                                         | 2017, накладений на 838 |
| 519     | Онтаріо (Лондон, Віндзор, Кітченер-Ватерлоо, Кембридж, Брантфорд, Гвелф та більша частина південно-західного Онтаріо)                                                                               | 1953, створений з частин 416 і 613 1957, розділений, щоб створити частину 705 2006, накладений на 226 2016, накладений на 548 код міста 382 зарезервований як четвертий код для регіону                                              |
| 520     | Аризона (Тусон, Ногалес, Форт-Хуачука та більша частина південно-східної Аризони) | 1995, створений розколом від 602 2001, розділений, щоб створити 928 |
| 521     | Послуги персонального зв'язку | набуває чинності 21 вересня 2017 року |
| 522     | Послуги персонального зв'язку | набуває чинності 21 серпня 2016 року |
| 523     | Послуги персонального зв'язку | набуває чинності з 13 листопада 2018 року |
| 524     | Послуги персонального зв'язку | набуває чинності 12 липня 2019 року |
| 525     | Послуги персонального зв'язку | набуває чинності з 13 липня 2020 року |
| 526     | Послуги персонального зв'язку | набуває чинності з 28 січня 2021 р. |
| 527-529 | зарезервовано для персональних послуг зв'язку | |
| 530     | Каліфорнія (Реддінг, Оберн, Чико, Девіс, Каліфорнійський берег озера Тахо, Плейсервілл, Сьюзенвілл, Тракі, Вайріка та більша частина північно-східної Каліфорнії)                                   | 1997, створений поділом від 916 |
| 531     | Небраска (Омаха, Лінкольн, Норфолк, Супіріор та більша частина східної Небраски) | 2011, накладений на 402 |
| 532     | зарезервовано для персональних послуг зв'язку | |
| 533     | зарезервовано для персональних послуг зв'язку | Використовується |
| 534     | Вісконсин | 2010, накладений на 715 |
| 535     | зарезервовано для персональних послуг зв'язку | |
| 536     | не використовується | |
| 537     | не використовується | зарезервовані для використання в Канаді, але дата вступу в силу не призначена |
| 538     | зарезервовано для персональних послуг зв'язку | |
| 539     | Оклахома (Талса, Бартелсвілл, Макалестер, Мескогі, Генріетта та північно-східна Оклахома) | 2011, накладений на 918 |
| 540     | Вірджинія (Фредеріксбург, Роенок, Блексбург, Гаррісонбург, Лексінгтон, Стонтон, Вінчестер та частини північно-центральної Вірджинії)                                                                | 1995, створений розколом від 703 2001, розділений, щоб створити 276 2022, буде накладений на 826 |
| 541     | Орегон (Юджин, Бенд, Корвалліс, Медфорд, Пендлтон і весь Орегон, крім столичного північно-західного Орегону, включаючи Портленд, Сейлем, Асторію тощо)                                              | 1995, створений розколом від 503 2010, накладений на 458 |
| 542-543 | зарезервовано для персональних послуг зв'язку | |
| 544     | зарезервовано для персональних послуг зв'язку | |
| 545     | зарезервовано для персональних послуг зв'язку | |
| 546     | зарезервовано для персональних послуг зв'язку | |
| 547     | зарезервовано для персональних послуг зв'язку | |
| 548     | Онтаріо (Лондон, Віндзор, Кітченер-Ватерлоо, Кембридж та більша частина південно-західного Онтаріо)                                                                                                 | 2016, накладений на код 519/226 код міста 382 зарезервований як четвертий код для регіону |
| 549     | зарезервовано для персональних послуг зв'язку | |
| 550     | зарезервовано для персональних послуг зв'язку | |
| 551     | Нью-Джерсі (округ Берген та Гадзон) | 2001, накладений на 201 |
| 552-554 | зарезервовано для персональних послуг зв'язку | |
| 555     | зарезервовано для додатків підтримки каталогів або не використовується | зверніть увагу, що це код міста, а не номер АТС, як в 555—XXXX, де X це цифра від 0 до 9. 1 NPA -555-XXXX використовується для вигаданих телефонних номерів з обмеженим використанням для інформаційних номерів і довідкової служби. |
| 556     | зарезервовано для персональних послуг зв'язку | |
| 557     | Міссурі: заплановане накладання на 314, але це призупинено на невизначений час | |
| 558     | зарезервовано для персональних послуг зв'язку | |
| 559     | Каліфорнія (Фресно, Ганфорд, Мадера, Тулейрі, Вісалія та частини долини Сан-Хоакін | 1998, створений розколом з 209 |
| 560     | не використовується | |
| 561     | Флорида (округ Палм-Біч, включаючи Палм-Біч, Вест-Палм-Біч, Бока-Ратон, Бойнтон-Біч тощо) | 1996, створений розколом від 407 2002, поділ на 772 |
| 562     | Каліфорнія (Давні, Лонг-Біч, Віттіер, Норволк, Ла-Хабра, Лейквуд, Піко-Рівера та більша частина південного сходу округу Лос-Анджелес)                                                               | 1997, створений розколом від 310 |
| 563     | Айова (Давенпорт, Дюбюк, Клінтон, Беттендорф та більша частина східної та північно-східної Айови)                                                                                                   | 2001, створений розколом з 319 |
| 564     | Вашингтон (Олімпія, Ванкувер, Беллінгем, Бремертон, Порт-Анджелес, Абердин та весь західний Вашингтон)                                                                                              | 2017, накладений на 360 |
| 565     | не використовується | |
| 566     | зарезервовано для персональних послуг зв'язку | |
| 567     | Огайо (північний захід) | 2002, накладений на 419 |
| 568     | не використовується | зарезервовані для використання в Канаді, але дата вступу в силу не призначена |
| 569     | зарезервовано для персональних послуг зв'язку | |
| 570     | Пенсільванія (Вайомінг, включаючи Скрентон і Вілкс-Барре, Блумсбург, Данвілл, Нантікок, Вільямспорт і більша частина північно-східної Пенсильванії)                                                 | 1998, створений розколом від 717 2013, накладений на 272 |
| 571     | Вірджинія | 2000, накладений на 703 |
| 572     | Оклахома (Оклахома-Сіті, Стіллвотер, Едмонд, Норман, Шауні та більша частина центральної Оклахоми)                                                                                                  | 2021, накладений на 405 |
| 573     | Міссурі (Колумбія, Джефферсон-Сіті, Ганнібал, Кейп-Джирардо, Фармінгтон, Озеро Озарк, Поплар-Блафф і більша частина східного Міссурі, за винятком округу Сент-Луїс та міста Сент-Луїс)              | 1996, створений розколом з 314 |
| 574     | Індіана (Саут-Бенд, Елкгарт, Гошен, Логанспорт та більша частина північно-центральної Індіани) | 2002, створений розколом з 219 |
| 575     | Нью-Мексико (Лас-Крусес, Розвелл, Національний парк печер Карлсбад, Сокорро, Таос, Трут-ор-Консекуенсес; виключається центральна (Альбукерке та її передмістя) та північно-західна частина Мексики) | 2007, створений розколом від 505 |
| 576     | не використовується | |
| 577     | зарезервовано для персональних послуг зв'язку | набуває чинності з 27 березня 2014 року |
| 578     | зарезервовано для персональних послуг зв'язку | |
| 579     | Квебек (центральний південний Квебек; оточує місто Монреаль) | 2010, накладений на 450 код регіону 354 зарезервований як третій код для регіону |
| 580     | Оклахома (Понка-Сіті, Ада, Ардмор, Енід, Лотон, Елк-Сіті та більша частина південної та західної Оклахоми)                                                                                          | 1997, створений розколом від 405 |
| 581     | Квебек (місто Квебек, Сагеней, Гаспе, Кот-Норд, Шибугамо, Сен-Жорж), Мен (станція Есткур) | 2008, накладений на 418 2018, накладений на 367. |
| 582     | Пенсільванія (Ері, Стейт-Колледж, Алтуна, Клірфілд, Емпоріем, Джонсонбург, Джонстаун, Майерсдейл, Риджвей, Сомерсет і більша частина північного заходу та частини центральної Пенсильванії)         | 2021, накладений на 814 |
| 583     | не використовується | |
| 584     | Манітоба | зарезервовано як третій код для накладання 204/431 без встановленої дати реалізації |
| 585     | Нью-Йорк (Рочестер, Бетейвія та велика частина західної частини Нью-Йорка) | 2002, створений розколом від 716 |
| 586     | Мічиган (округ Макомб) | 2001, створений розколом від 810 |
| 587     | Альберта (Калгарі, Едмонтон) | 2008, накладений на 403 та 780 2016, накладений на 825 2021, накладений на 368 |
| 588     | з 2015 року зарезервований для персональних послуг зв'язку | |
| 589     | з 2011 року, зарезервований для персональних послуг зв'язку | |
| 590-599 | Не використовується — зарезервовано для потенційного розширення Плану нумерації в Північній Америці                                                                                                 | |

### 600—699
| Код     | Територія або використання | Примітки |
| ------- | --- | --- |
| 600     | Канадський негеографічний, телепринтер, мобільний телефон з оплатою | рідко використовується, але обслуговує деякі супутникові телефони в канадському високоарктичному регіоні Канадські служби TWX (різновид Telex) знаходились у телефонному коді 610 до 1992 року, але переміщувались таким чином, щоб код міг бути перепризначений Пенсильванії; 2015, 622 було активовано для канадського негеографічного використання телефонні коди 633, 644, 655, 677 та 688 (з пропущеними 666) номінально зарезервовані для майбутнього канадського негеографічного використання |
| 601     | Міссісіпі (Джексон, Гаттісбург, Меридіан, Натчез, Віксбург і більша частина центральної частини Міссісіпі) | спочатку охоплював весь Міссісіпі 1997, розділений, щоб створити 228 1999, розділений, щоб створити 662 2005, накладений на 769 |
| 602     | Аризона (Фінікс) | спочатку охоплював всю Аризону 1995, розділений, щоб створити 520 1999, розділений для створення 480 та 623 |
| 603     | Нью-Гемпшир (весь) | |
| 604     | Британська Колумбія (Грейтер Ванкувер, регіон округу Фрейзер-Велі, Вістлер, а інша частина 604 не є частиною накладеного комплексу)                                                                                       | спочатку охоплював усю Британську Колумбію 1996, розділений, щоб створити 250 2001, частково перекритий 778 2008, накладення було розширено до 604, а також 250 2013, накладений на 236 2019, накладений на 672 |
| 605     | Південна Дакота (вся) | |
| 606     | Кентуккі (Ешленд, Пайквілл, Газерд, Сомерсет, Лондон, Корбін, Мейсвілл та велика частина східного Кентуккі) | 1954, створений розколом від 502 2000, поділ на 859 |
| 607     | Нью-Йорк (Бінгемтон, Елміра, Кортленд, Норвіч, Ітака та більша частина південно-центральної частини Нью-Йорка) | 1954, створений з частин 315 і 716 |
| 608     | Вісконсин (Медісон, Ла-Кросс, Платтевілл, Белойт та більша частина південно-західного штату Вісконсин) | 1955, створений з частин 414 та 715 |
| 609     | Нью-Джерсі (Трентон, Атлантик-Сіті, Принстон та більша частина центральної та південно-східної частин Нью-Джерсі) | 1958, створений розколом від 201 1999, поділ на 856 2018, накладений на 640 |
| 610     | Пенсільванія (Честер, долина Легі, Норрістаун, Редінг; частини південно-східної Пенсильванії) | до 1981 року використовувався AT&T для своєї послуги TWX (Telex) (разом із 510, 710, 810 та 910); Bell Canada продовжував використовувати для цієї мети 610 до 1992 року 1994, створений шляхом відриву від 215 (для звичайних телефонних послуг) 1999, накладений на 484 |
| 611     | Не код міста — використовується для звернення до служби ремонту стаціонарних телефонів або до служби обслуговування клієнтів для більшості бездротових операторів                                                         | |
| 612     | Міннесота (Міннеаполіс, Форт Снеллінг, Сент-Антоні та Ричфілд) | 1954, розділений, щоб створити 507 1996, розділений, щоб створити 320 1998, розділений для створення 651 2000, розділений, щоб створити 763 та 952 |
| 613     | Онтаріо (столичний район Оттави та південний схід Онтаріо) | 1953, розділений, щоб створити частину 519 1957, розділений, щоб створити частину 705 2010, накладений на 343 код міста 753 зарезервований як третій код для регіону |
| 614     | Огайо (графство Колумбус і Франклін) | 1997, розділений, щоб створити 740 2016, накладений на 380 |
| 615     | Теннессі (Нашвілл, Лебанон, Мерфрісборо, Смирна, Спрингфілд та інші частини Середнього Теннессі навколо столичного району Нешвіля)                                                                                        | 1954, створений розколом від 901 1995, розділений, щоб створити 423 1997, розділений, щоб створити 931 2015, накладений на 629 |
| 616     | Мічиган (Гранд-Рапідс, Грінвілл, Голланд, Айонія, Зіленд та більша частина південно-західного Мічигану) | 1961, розділений, щоб створити 906 1999, розділений, щоб створити 231 2002, розділити, щоб створити 269 |
| 617     | Массачусетс (Бостон, Кембридж, Квінсі, Ньютон, Еверетт та прилеглі передмістя) | 1988, розділений, щоб створити 508 1997, розділений, щоб створити 781 2001, накладений на 857 |
| 618     | Іллінойс (Карбондейл, Алтона, Беллвілл, Кагокія, Сентралія, Едвардсвілл, Маріон, Метрополіс, Вандалія та більша частина південного Іллінойсу)                                                                             | щоб у майбутньому накласти на 730 |
| 619     | Каліфорнія (Сан-Дієго та передмістя) | 1982, створений розколом від 714 1997, розділений, щоб створити 760 1999, розділений, щоб створити 858 2017, об'єднаний з 858 як накладення |
| 620     | Канзас (південний Канзас, не включаючи столичний район Вічита) | 2001, створений розколом з 316 |
| 621     | не використовується | |
| 622     | Канадський негеографічний | активовано в 2015 році телефонні коди 633, 644, 655, 677 та 688 (з пропущеними 666) номінально зарезервовані для майбутнього канадського негеографічного використання |
| 623     | Аризона (частина округу Марікопа, включаючи Глендейл, Бакай, Гуд'їр, Пеорія, Сан-Сіті та західну половину Фінікса) | 1999, створений шляхом тристороннього розділення з 602 (разом із 480) |
| 624-625 | не використовується | |
| 626     | Каліфорнія (громади долини Сан-Габріел, включаючи Алгамбру, Аркадію, Азусу, Болдвін-Парк, Ковіна, Дуарте, Ель-Монте, Глендора, Ірвіндейл, Ла-Пуенте, Монровія, Пасадіна, Роузмід, Сан-Габріел, Темпл-Сіті та Вэст-Ковіна) | 1997, створений розколом від 818 |
| 627     | був призначений для нумерації рельєфу до телефонного коду 707 (північне узбережжя Каліфорнії), але це призупинено на невизначений час                                                                                     | |
| 628     | Каліфорнія (Сан-Франциско) та округ Марін | 2015, накладений на 415 |
| 629     | Теннессі (Середній Теннессі, включаючи Нашвілл та околиці) | 2015, накладений на 615 |
| 630     | Іллінойс (західні передмістя Чикаго, включаючи Ду-Пейдж, центральний та південний Кейн, північний Кендалл, крайній північ Вілу та невеликі частини округів Кук)                                                           | 1996, створений розколом від 708 2007, накладений на 331 |
| 631     | Нью-Йорк (округ Саффолк на Лонг-Айленді) | 1999, створений розколом з 516 2016, накладений на 934 |
| 632     | не використовується | |
| 633     | номінально зарезервовано для накладання 600, рідко використовуваного канадського негеографічного коду | |
| 634-635 | не використовується | |
| 636     | Міссурі (Сент-Чарлз, Честерфілд, Юніон, Трой та частини східно-центральної частини Міссурі) | 1999, створений розколом з 314 |
| 637-638 | не використовується | |
| 639     | Саскачеван | 2013, накладений на 306 — спочатку планувався як 474, але був змінений, щоб уникнути плутанини з кодами центрального офісу накладений на 474 22 жовтня 2021 р. |
| 640     | Нью-Джерсі (Трентон, Атлантик-Сіті, Принстон та більша частина центральної та південно-східної частин Нью-Джерсі) | 2018, накладений на 609 |
| 641     | Айова (Мейсон-Сіті, Оскалуса, Крестон, Пелла, Оттамва, Бритт, Клір-Лейк, Ферфілд та частини центральної Айови) | 2000, створений розколом з 515 |
| 642-643 | не використовується | |
| 644     | номінально зарезервовано для накладання 600, рідко використовуваного канадського негеографічного коду | |
| 645     | не використовується | |
| 646     | Нью-Йорк (Нью-Йорк: лише Манхеттен, крім Марбл-Хілл) | 999, накладений на 212 та частину 917 2017, накладений на 332 мнемоніка: MHN |
| 647     | Онтаріо (Торонто) | 2001, накладений на 416 2013, накладений на 437 код міста 942 зарезервований як четвертий код для регіону код міста 387 зарезервований як п'ятий код для регіону |
| 648     | не використовується | |
| 649     | Острови Теркс і Кайкос (усі) | 1997, створений розколом від 809 |
| 650     | Каліфорнія (Дейли-Сіті, Південний Сан-Франциско, Пало-Альто, Редвуд-Сіті, Менло-Парк, Маунтін-В'ю, Сан-Матео, Санта-Клара)                                                                                                | 1997, створений розколом з 415 |
| 651     | Міннесота (Сент-Пол, Іган, Ліндстром, Ред-Вінг, Гастінгс, Стіллвотер та частина східно-центральної Міннесоти) | 1998, створений поділом від 612 |
| 652-654 | не використовується | |
| 655     | номінально зарезервовано для накладання 600, рідко використовуваного канадського негеографічного коду | |
| 656     | Флорида (весь округ Гіллсборо, включаючи Тампу та її передмістя, базу ВПС МакДілл та План-Сіті; а також внутрішні райони округу Паско)                                                                                    | 2022, накласти на 813 |
| 657     | Каліфорнія: Північний округ Оріндж (Анагайм, Фуллертон, Гарден-Гров, Гантінгтон-Біч, Оріндж, Санта-Ана та частини Ньюпорт-Біч та Коста-Меса)                                                                              | 2008, накладений на 714 |
| 658     | Ямайка | накладений на 876 30 листопада 2018 року |
| 659     | Алабама (Бірмінгем, Тускалуса та частини західної та центральної Алабами) | накладено на 205 12 листопада 2019 р. |
| 660     | Міссурі (Седалія, Керксвілл, Мерівілл, Мексико, база ВПС Вайтмен та частина північно-центральної частини Міссурі) | 1997, створений розколом від 816 |
| 661     | Каліфорнія: Північний округ Лос-Анджелес (в тому числі Ланкастер, Палмдейл і Санта-Кларіта) і більша частина округу Керн (включаючи Бейкерсфілд, Мохаве та база ВПС Едвардса)                                             | 1999, створений розколом від 805 |
| 662     | Міссісіпі (Тупело, Коламбус, Корінт, Грінвілл, Грінвуд, Старквілл та більша частина північної частини Міссісіпі) | 1999, створений поділом з 601 |
| 663     | не використовується | |
| 664     | Монтсеррат (весь) | 1996, створений розколом від 809 мнемоніка: MOI |
| 665     | не використовується | |
| 666     | не використовується | легко впізнаваний код (ERC) |
| 667     | Меріленд | 2012, створений як накладання 410 та 443 |
| 668     | не використовується | |
| 669     | Каліфорнія (Сан-Хосе) | 2012, накладений на 408 |
| 670     | Північні Маріанські острови (колишній код країни для нинішньої Співдружності США, що включає Сайпан, Тініан та Рота) | 1997, включення до NANP |
| 671     | Гуам (колишній код країни, що включає базу ВПС Андерсена) | 1997, включення до NANP |
| 672     | Британська Колумбія | 2019, накладений на 604, 250, 778 та 236 |
| 673-676 | не використовується | |
| 677     | номінально зарезервовано для накладання 600, рідко використовуваного канадського негеографічного коду | |
| 678     | Джорджія (метро Атланта) | 1998, накладений на 404 та 770 2010, накладений на 470 |
| 679     | призначено для полегшення нумерації номеру 313 (штат Мічиган), але дата набуття чинності не визначена | |
| 680     | Нью-Йорк (Сірак'юз, Ютіка, Вотертаун та північно-центральна частина Нью-Йорка) | 2017, накладений на 315 |
| 681     | Західна Вірджинія | 2009, накладений на 304 |
| 682     | Техас | 2000, накладений на 817 |
| 683     | Онтаріо: (Північно-Східний Онтаріо та Центральний Онтаріо: Великий Садбері, Су-Сент-Марі, Норт-Бей та ін.) | зарезервовано як третій код для накладання 705/249 без встановленої дати реалізації |
| 684     | Американське Самоа (кількісний код країни для цього управління та неорганізованої території США) | 2004, включення до NANP |
| 685-687 | не використовується | |
| 688     | номінально зарезервовано для накладання 600, рідко використовуваного канадського негеографічного коду | |
| 689     | Флорида (Орландо, Сенфорд, Сент-Клауд, Кіссіммі та частина східно-центральної Флориди) | 2019, накладений на 407 |
| 690-699 | Не використовується — зарезервовано для потенційного розширення Плану нумерації в Північній Америці | |

### 700—799
| Код     | Територія або використання | Примітки |
| ------- | --- | --- |
| 700     | Використання міжміського оператора для попередньої передплати телефонних номерів, 1-700-555-4141 найчастіше надає записане повідомлення із зазначенням оператора зв'язку за замовчуванням на лінії. Теоретично, оператор взаємообміну може присвоїти будь-який номер у цьому коді регіону будь-якій конкретній службі оператора, але таке використання трапляється рідко. | |
| 701     | Північна Дакота (вся) | |
| 702     | Невада (майже весь округ Кларк, включаючи всю долину Лас-Вегасу, включаючи Гендерсон та Боулдер-Сіті) | спочатку охоплював всю Неваду 1998, розділений, щоб створити 775 2014, накладений на 725 |
| 703     | Вірджинія (Північна Вірджинія: переважно передмістя Вашингтона, округ Колумбія, включаючи Александрія, округ Арлінгтон, округ Ферфакс, округ Принс-Вільям та східний округ Лауден) | спочатку охоплював всю Вірджинію 1973, розділений, щоб створити 804 1995, розділений, щоб створити 540 2000, накладений на 571 |
| 704     | Північна Кароліна (Шарлотт, Конкорд, Гастонія, Солсбері та велика частина південно-центральної Північної Кароліни) | спочатку охоплював всю Північну Кароліну 1954, розділений, щоб створити 919 1998, розділений, щоб створити 828 2001, накладений на 980 рік |
| 705     | Онтаріо: (Північно-Східний Онтаріо та Центральний Онтаріо: Великий Садбері, Су-Сент-Марі, Норт-Бей та ін.) | 1957, створений з частин 519 і 613 1962, розділений, щоб створити 807 2011, накладений на 249 код міста 683 зарезервований як третій код для регіону |
| 706     | Джорджія (Атенс, Огаста, Колумбус, Калгун, Далтон, Ром та велика частина північно-західної, північно-східної та східної Джорджія, з ексклавом на середньому заході Джорджія) | 1992, створений розколом від 404 2007, накладений на 762 до 1990 року обслуговував частини Нижньої Каліфорнії, Мексика один з небагатьох несуміжних телефонних кодів у Північній Америці |
| 707     | Каліфорнія (Вальєхо, Кресент-Сіті, Юріка, Національний парк Редвудс, Санта-Роза, Юкая та більша частина північно-західної Каліфорнії) | 1959, створений розколом від 415 |
| 708     | Іллінойс (західна та південна частини приміського округу Кук та далекосхідні частини округу Вілл. Включає Бічер, Бервін, Брукфілд, Бриджв'ю, Бербанк, Калюмет-Сіті, Чикаго-Гайтс, Сісеро, Долтон, Елмвуд-Парк, Евергрін-Парк , Франклін-Парк, Гарві, Гарвуд-Гайтс, Газел Крест, Гомер-Глен, Гоумвуд, Ла-Грейндж, Лансінг, Маттесон Мейвуд, Мелроз-Парк, Мокіна, Моні, Норридж, Оук-Форест, Оук-Парк, Орланд-Парк, Палос Хилс, Парк-Форест, Тінлі-Парк, Юниверсити Парк та інші південні та близькі західні передмістя Чикаго) | 1989, створений розколом з 312 1996, розділений двічі, щоб створити 847 та 630 щоб в майбутньому накласти на 464 |
| 709     | Ньюфаундленд і Лабрадор (усі) | 1962, створений розколом від 506 мав бути накладений на 879 у 2018 році; однак у 2017 році його виконання було призупинено та перенесено на березень 2024 року; це планувалося на 2022 рік, але його виконання було призупинено та перенесено на червень 2028 року |
| 710     | Спеціальні служби уряду США | до 1981, використовувався AT&T для своєї послуги TWX (Telex) (разом з 510, 610, 810 та 910) |
| 711     | Не код міста — використовується для телекомунікаційного пристрою для глухих | |
| 712     | Айова (Су-Сіті, Каунсіл-Блафс, Денісон і більша частина західної Айови) | Це один з оригінальних телефонних кодів США, який залишився незмінним і неподільним. Це пояснюється тим, що з якихось причин Айова отримала три коди регіонів для початку ще в 1948 році, хоча й не потребувала такої кількості. |
| 713     | Техас (район Х'юстона) — накладення на 281, 346 та 832 | 1983, розділений, щоб створити 409 1996, розділений, щоб створити 281 Пізніше 713 і 281 були розділені, щоб стати накладанням, і накладені на 832 в 1999 році та на 346 в 2014 році |
| 714     | Каліфорнія: Північний округ Оріндж (Анагайм, Фуллертон, Гарден-Гров, Гантінгтон-Біч, Оріндж, Санта-Ана та частини Ньюпорт-Біч та Коста-Меса) | 1951, створений розколом від 213 1982, розділений, щоб створити 619 1992, розділений, щоб створити 909 1998, розділений, щоб створити 949 2008, накладений на 657 |
| 715     | Вісконсин (Уосо, О-Клер, Райнлендер та більша частина північної частини Вісконсину) | 1955, розділений, щоб створити частину 608 2010, накладений на 534 |
| 716     | Нью-Йорк (Баффало, Ніагарський водоспад, Оліан та частини західної частини Нью-Йорка) | 1954, розділений, щоб створити частину 607 2002, розділити, щоб створити 585 |
| 717     | Пенсільванія (Гаррісбург, Геттісберг, Ланкастер, Йорк та більша частина південно-центральної Пенсильванії) | 1998, розділений, щоб створити 570 2017, накладений на 223 |
| 718     | Нью-Йорк (Нью-Йорк: Бронкс, Бруклін, Квінз, Стейтен-Айленд і Марбл-Гілл) | 1984, створений шляхом відриву від 212 — спочатку лише Бруклін, Квінс та Стейтен-Айленд 1992, Бронкс відокремився від 212 і став частиною 718 1992, накладений на 917 рік 1999, накладений на 347 2011, накладений 929 |
| 719     | Колорадо (Колорадо-Спрінгс, Пуебло, Флоренс, Ледвілл, Лайонс, Тринідад, Ла-Хунта та більша частина південного сходу Колорадо) | 1988, створений розколом від 303 |
| 720     | Колорадо (Денвер, Боулдер, Лонгмонт, Орора, Голден, Лімон, Сентенніал, центральний Колорадо) | 1998, накладений на 303 |
| 721     | Сінт-Мартен (весь) | Приєднався до NANP 30 вересня 2011; раніше +599. |
| 722     | не використовується | легко впізнаваний код (ERC) |
| 723     | не використовується | |
| 724     | Пенсільванія (Вашингтон, Грінсбург, Індіана, Нью-Касл, Юніонтаун, Батлер та більшість південно-західної Пенсильванії за межами округу Аллегені Пітсбурга) | 1998, створений розколом від 412 2001, накладений 878 |
| 725     | Невада (майже весь округ Кларк, включаючи всю долину Лас-Вегасу, включаючи Гендерсон та Боулдер-Сіті) | 2014, накладений на 702 |
| 726     | Техас (столичний район Сан-Антоніо) | 2017, накладений на 210 Мнемоніка: SAN Antonio |
| 727     | Флорида (увесь округ Пінеллас, включаючи Сент-Питерсберг, Клірвотер, Дюнедін, Палм-Гарбор, Тарпон-Спрінгс та прибережні частини округу Паско) | 1998, створений розколом від 813 |
| 728-729 | не використовується | |
| 730     | запропоноване накладання 618 (Іллінойс) | |
| 731     | Теннессі (більша частина Західного Теннессі — за винятком округу Мемфіс і Шелбівілл (код міста 901) — але включаючи Дайерсберг, Джексон, Мартін, Перис, Юніон-Сіті та округ Крокет) | 2001, створений розколом від 901 |
| 732     | Нью-Джерсі (Нью-Брансвік, Лейквуд, Нептьюн, Форт-Дікс та більша частина східно-центральної частини Нью-Джерсі) | 1997, створений розколом від 908 2001, накладений на 848 рік мнемічний: SEA |
| 733     | не використовується | легко впізнаваний код (ERC) |
| 734     | Мічиган (Анн-Арбор, Гелл, Монро, Плімут, Ромулус, Вейн, Іпсіланті та південно-західні передмістя Детройта) | 1997, створений розколом з 313 |
| 735-736 | не використовується | |
| 737     | Техас (Остін та передмістя) | 2013, накладений на 512 |
| 738-739 | не використовується | |
| 740     | Огайо (Приміський Коламбус, центральна частина штату Огайо за межами графства Франклін, за винятком району Мерісвілл, разом із південно-східним штатом Огайо: Афіни, Ланкастер, Кембридж, Делавер, Айронтон, Марієтта, Маунт Вернон, Ньюарк, Портсмут, Стейбенвілл, будинок суду Вашингтон та Зейнсвилл) | 1997, створений розколом від 614 2015, накладений на 220 |
| 741     | не використовується | |
| 742     | Онтаріо (регіон Ніагарського водоспаду, Гамільтон, Сент-Кетерінс, передмістя району Великого Торонто та південний схід Онтаріо) | Буде накладено 289/365/905 16 жовтня 2021 р. |
| 743     | Північна Кароліна | 2016, накладений на 336 |
| 744     | не використовується | легко впізнаваний код (ERC) |
| 745-746 | не використовується | |
| 747     | Каліфорнія (частина долини Сан-Фернандо в окрузі Лос-Анджелес, включаючи Бербанк, Канога-Парк, Енсіно, Глендейл, Північний Голлівуд, Нортрідж, Панорама-Сіті, Резеда, Сан-Фернандо, Сильмар, Тарзана, Ван-Нуйс та Лісові пагорби) | 2009, накладений на 818 |
| 748-751 | не використовується | |
| 752     | не використовується | було заплановано як накладання на 909, але це було скасовано; Зрештою замість цього був обраний код міста 840 |
| 753     | Онтаріо (столичний район Оттави та південний схід Онтаріо) | зарезервовано як третій код для накладання 613/343 без встановленої дати реалізації |
| 754     | Флорида | 2001, накладений код області 954 |
| 755     | не використовується | легко впізнаваний код (ERC) |
| 756     | не використовується | |
| 757     | Вірджинія (частина дороги Хемптон та східний берег Вірджинії) | 1996, створений розколом від 804 буде накладено на код міста 948 9 травня 2022 року |
| 758     | Сент-Люсія (вся) | 1996, створений розколом від 809 мнемоніка: SLU |
| 759     | не використовується | |
| 760     | Каліфорнія (більша частина пустелі та гірських частин південно-східних двох третин Каліфорнії: Бішоп, Барстоу та Долина смерті; східні частини округу Сан-Бернардіно та округа Ріверсайд, включаючи Вікторвілл, Джошуа-Трі, Твентінайн-Палмс, Палм-Спрінгз, Палм-Дезерт, та Індіо; весь Імперіал, включаючи Ель-Сентро; і частини півночі та сходу округу Сан-Дієго, включаючи Оушенсайд, Карлсбад та Ескондідо) | 1997, створений розколом від 619 це була перша частина Північної Америки, коди якої змінювались тричі: з 213 до 714 у 1951 році, до 619 у 1982 році та до 760 у 1997 році Мав спочатку відокремити частину 760, що обслуговувала округ Сан-Дієго, до нового телефонного коду 442 наприкінці 2008 / на початку 2009 року; цей план було скасовано 2009, накладений на 442 |
| 761     | не використовується | |
| 762     | Джорджія | накладання 706 |
| 763     | Міннесота (Бруклин-Парк, Плімут, Мейпл-Гров, Монтіселло, Элк-Рівер, Фрідлі, Блейн та північно-західна приміська зона Міннеаполіса) | 2000, створений тристороннім розколом з 612 (разом з 952) |
| 764     | було призначено для нумерації допомоги до 650 (західна частина затоки Сан-Франциско, включаючи округ Сан-Матео), але цю дію було призупинено на невизначений час | |
| 765     | Індіана (Кокомо, Лафаєтт, Маріон, Мансі, Ричмонд, Вэст-Лафайетт та більша частина центральної Індіани, за винятком Індіанаполіса та безпосередніх передмістя) | 1997, створений розколом з 317 |
| 766     | не використовується | легко впізнаваний код (ERC) |
| 767     | Домініка (вся) | 1997, створений розколом від 809 мнемоніка: ROS для Розо, найбільшого міста Домініки |
| 768     | не використовується | |
| 769     | Міссісіпі | 2005, накладений на 601 |
| 770     | Джорджія (Маріетта, Карролтон, Гейнсвілл, Джонсборо, Лоренсвілл, Розвелл, Стоун-Маунтін, Снеллвілл, Картерсвілл та велика частина північно-центральної Джорджії за межами Міждержавного шосе 285 по периметру Атланти) | 1995, створений розколом від 404 1998, накладений на 678 охоплює столичні райони за межами Атланти і повністю охоплює код району Атланти 404 |
| 771     | Вашингтон, округ Колумбія (весь) | Буде накладено 202 9 листопада 2021 року |
| 772     | Флорида (Форт-Пірс, Порт-Сент-Люсі, Себастіан, Стюарт і Віро-Біч, а також усі округи Індіан-Рівер і Мартін) | 2002, створений розколом з 561 |
| 773     | Іллінойс (місто Чикаго, крім центру міста) | 1996, створений розколом з 312 2009, накладений на 872 |
| 774     | Массачусетс | 2001, накладений на 508 |
| 775     | Невада (Карсон-Сіті, Ріно, Елко, Елі, Спаркс, Віннемакка, Національний парк Грейт Бейсін, Військово-морська авіаційна станція Фаллон і вся Невада, за винятком більшої частини округу Кларк в самій південній Неваді) | 1998, створений розколом від 702 |
| 776     | не використовується | |
| 777     | не використовується | легко впізнаваний код (ERC) |
| 778     | Британська Колумбія | 2001, створений як концентрований шар 604 розширений у 2008 р. на всі 604 та 250 2013, накладений на 236 2019, накладений на 672 |
| 779     | Іллінойс | 2007, накладений на 815 |
| 780     | Альберта (Едмонтон, Джаспер, Гранд-Прері, Піс-Ривер та вся північна Альберта) | 1999, створений розколом від 403 накладає 587, а також 403 на півдні Альберти |
| 781     | Массачусетс (Согас, Норвуд, Уолтем Воберн та інші передмістя Бостона вздовж траси 128) | 1997, створений розколом від 617 2001, накладений на 339 |
| 782     | Нова Шотландія та острів Принс-Едуарда | 2014, створений для накладання 902 |
| 783     | не використовується | |
| 784     | Сент-Вінсент і Гренадини (усі) | 1998, створений розколом від 809 мнемонічні: SVG або SVI |
| 785     | Канзас (Топіка, Селайна, Колбі, Лоренс, Мангеттен, а також усі північні та центральні штати Канзас, не включаючи столичний район Канзас-Сіті) | 1997, створений розколом від 913 |
| 786     | Флорида (округ Маямі-Дейд та Флорида-Кіс) | 1998, накладений на 305 лише в окрузі Маямі-Дейд 2008, накладення поширилося на Флорида Кіз мнемоніка: SUN |
| 787     | Пуерто-Рико | 1996, створений розколом від 809 2001, накладений на 939 рік мнемоніка: PUR або PTR |
| 788     | не використовується | легко впізнаваний код (ERC) |
| 789     | не використовується | |
| 790-799 | Не використовується — зарезервовано для потенційного розширення Плану нумерації в Північній Америці | |

### 800—899
| Код     | Територія або використання | Примітки |
| ------- | --- | --- |
| 800     | безкоштовна телефонна служба | створений у 1966 році див. також 822, 833, 844, 855, 866, 877, 880—887, 888 та 889 |
| 801     | Юта (графство Девіс, Морган, Солт-Лейк, Юта та Вебер вздовж Восач, включаючи міста Солт-Лейк-Сіті, Огден та Прово) | спочатку охоплював всю Юту 1997, розділений, щоб створити 435 2009, накладений на 385 |
| 802     | Вермонт (весь) | |
| 803     | Південна Кароліна (Колумбія, Рок-Гілл, Самтер, Ейкен та більша частина центральної Південної Кароліни) | спочатку охоплював всю Південну Кароліну 1995, розділений, щоб створити 864 1998, розділений двічі, щоб створити 843 2020, накладений на 839 |
| 804     | Вірджинія (Ричмонд‑Петербург; також Нортерн Нек та Мідл Пенінсула) | 1973, створений розколом від 703 1996, розділений, щоб створити 757 2001, розділений, щоб створити 434 |
| 805     | Каліфорнія (округи Вентура, Сан-Луїс-Обіспо та Санта-Барбара) | 1957, створений розколом від 213 1999, розділений, щоб створити 661 2018, накладений на 820 |
| 806     | Техас (Лаббок, Амарилло, Кенейдіан, Каньйон, Далгарт і весь Пангендл) | 1957, створений з частин 817 та 915 |
| 807     | Онтаріо (Північно-західний Онтаріо: Тандер-Бей, Кенора, Драйден, Грінстоун) | 1962, створений розколом від 705 |
| 808     | Гаваї (охоплює всі Гавайські острови Мідвей та великі гавайські міста, включаючи Гонолулу, Кайлуа, Мілілані, Галеїва, Гіло, Кахулуї, Лігуе та ін. Код міста також включає острів Вейк.) | |
| 809     | Домініканська республіка | спочатку присвоєний Бермудським островам та більшості Карибських островів у 1958 році 1995, розділений, щоб створити 441 1996, розділений, щоб створити 787, 268, 246, 664, 758, 345, 242 та 869 1997, розділений, щоб створити 264, 876, 340, 649, 868, 284, 767 та 473 1998, розділити, щоб створити 784 (1998) до 2000 року обслуговував виключно Домініканську Республіку 2005, накладений 829 2009, накладений на 849                                                            |
| 810     | Мічиган (Порт-Гурон, Флінт, Лапеєр та Мічиганський «Великий палець») | до 1981, використовується AT&T для своєї послуги TWX (Telex) (разом із 510, 610, 710 та 910) 1993, створений розколом з 313 1997, розділений, щоб створити 248 2001, розділений, щоб створити 586 |
| 811     | Не код міста — використовується як регіональний номер інформації, в залежності від країни | США, Федеральна комісія зв'язку США прийняла його як місцеву службу підземної комунальної допомоги в 2007 році Канада, Канадська комісія з радіо, телебаченню і електрозв'язку зарезервувала його для нетермінових телемедичних послуг у 2005 році, хоча ще не всі провінції та території прийняли це використовувався для мобільного обслуговування клієнтів на деяких операторах (зараз 6-1-1) використовувався для деяких місцевих номерів екстрених служб на Ямайці (зараз 9-1-1) |
| 812     | Індіана (Південна Індіана, включаючи Блумінгтон, Евансвілл, Терре-Хот, Колумбус, Джефферсонвілл, Лоренсбург, Медісон та Нью-Олбані) | 2015, накладений на 930 |
| 813     | Флорида (увесь округ Гіллсборо, включаючи Тампу та її передмістя, базу ВПС МакДілл та Плант-Сити; а також внутрішні райони округу Паско), накладає 656 | 1953, створений шляхом відриву від 305, щоб надати Флориді більше одного коду регіону 1995, розділений, щоб створити 941 1998, розділений, щоб створити 727 2022, накласти на 656 |
| 814     | Пенсільванія (Ері, Стейт-Колледж, Алтуна, Клірфілд, Емпоріем, Джонсонбург, Джонстаун, Майерсдейл, Риджвей, Сомерсет і більша частина північного заходу та частини центральної Пенсильванії) | 2021, накладений на 582 |
| 815     | Іллінойс (більша частина північного штату Іллінойс за межами Чикаго та його околиць. Передмістя. Включає Рокфорд та його передмістя, Белвідер, Ласалл, Перу, Декальб, Сікамор, Фріпорт, Діксон, Стерлінг, Рок-Фоллс, Оттава, Морріс, Принстон, Мендота, Рошель, Сандвіч, Стрітор, Понтіак, Канкакі та деякі віддалені передмістя Чикаго, такі як Гарвард, Макгенрі, Кристал-Лейк, Вудсток, Плейнфілд, Джолієт, Ромеовілл, Локпорт, Нью-Ленокс, Франкфорт, Мінука, Чаннахон та Шорвуд) | 1957, розділений, щоб створити частину 309 2007, накладений на 779 |
| 816     | Міссурі (Канзас-Сіті, Сент-Джозеф, Індепенденс, Гаррісон та частини західно-центральної частини Міссурі) | 1950, розділений, щоб створити частину 417 1997, розділений для створення 660 |
| 817     | Техас (Форт-Верт, Арлінгтон, Гранд-Прері, Грандв'ю, Уетерфорд) | 1953, створений з частин 214 та 915 1957, розділений, щоб створити частину 806 1997, розділений на створені 254 та 940 2000, накладений на 682 |
| 818     | Каліфорнія (частина долини Сан-Фернандо в окрузі Лос-Анджелес, включаючи Бербанк, Канога-Парк, Енсіно, Глендейл, Північний Голлівуд, Нортрідж, Панорама-Сіті, Резеда, Сан-Фернандо, Сильмар, Тарзана, Ван-Найс та Вудленд-Гіллз) | 1984, створений розколом від 213 1997, розділений, щоб створити 626 2009, накладений на 747 |
| 819     | Квебек (Західний Квебек, за винятком Монреалю 514 та околиць 450. Велика територія, включаючи Абітібі-Теміскамінгу, Естрі, Морісі, Шербрук та Труа-Рив'єр) | 1957, створений розколом від 514 1997, розділений для створення 867 (частина коду міста, що обслуговує Північно-Західні Території та Нунавут) 2012, накладений на 873 код регіону 468 зарезервований як третій код для регіону |
| 820     | Каліфорнія (округи Вентура, Сан-Луїс-Обіспо та Санта-Барбара) | 2018, накладений на 805 |
| 821     | не використовується | |
| 822     | Не використовується — зарезервовано для подальшого безкоштовного розширення | див. також 800, 833, 844, 855, 866, 877, 880—887, 888 та 889 |
| 823-824 | не використовується | |
| 825     | Альберта (Калгарі, Едмонтон) | 2016, накладений на 403, 587 та 780 Альберта 2021, накладений на 368 |
| 826     | Вірджинія (Фредеріксбург, Роенок, Блексбург, Гаррісонбург, Лексінгтон, Стонтон, Вінчестер та частини північно-центральної Вірджинії) | накладається на 540, 14 червня 2022 р. |
| 827     | не використовується | |
| 828     | Північна Кароліна (Ешвілл, Франклін, Гікорі, Мерфі, Вейнсвілл та частини західної частини Північної Кароліни) | 1998, створений розколом від 704 |
| 829     | Домініканська республіка | 2005, накладений на 809 |
| 830     | Техас (Дель-Ріо, Керрвіл, Ігл-Пасс, Фредеріксбург, Нью-Браунфелс та частина долини Ріо-Гранде) | 1997, створений шляхом розколу з 210 |
| 831     | Каліфорнія (округ Монтерей, включаючи Салінас та Монтерей); Округ Сан-Беніто (включаючи Голлістер); та округу Санта-Крус (включаючи Санта-Крус та Ватсонвілл) | 1998, створений розколом від 408 |
| 832     | Техас | 1999, накладений на 713 та 281 2014, накладений на 346 |
| 833     | безкоштовна телефонна служба | 2017, створений як накладання 800 див. також 800, 822, 844, 855, 866, 877, 880—887, 888 та 889 |
| 834     | не використовується | |
| 835     | призначено для полегшення нумерації номерів 610 та 484 (Пенсильванія), але це призупинено на невизначений час | |
| 836-837 | не використовується | |
| 838     | Нью-Йорк (Олбані, Скенектаді, Платтсбург, Саранак-Лейк, Лейк-Джордж, Вестпорт та більша частина північного сходу Нью-Йорка) | 2017, накладений на 518 |
| 839     | Південна Кароліна | накладено 803 у 2020 р. |
| 840     | Каліфорнія (південно-західний округ Сан-Бернардіно та невелика частина округів Лос-Анджелес та Ріверсайд, включаючи Фонтану, Помону, Чіно Гіллз, Клермонт, Чино, Онтаріо, Редлендс) | 2021, накладений на 909 |
| 841-842 | не використовується | |
| 843     | Південна Кароліна (Чарлстон, Флоренц, острів Гілтон-Хед-Айленд, Мертл-Біч, база ВПС Чарльстона та більша частина південно-східної Південної Кароліни) | 1998, створений розколом від 803 2015, накладений на 854 мнемоніка: TIDes за перебування вздовж узбережжя Південної Кароліни. |
| 844     | безкоштовна телефонна служба | 2013, створений як накладання 800 див. також 800, 822, 833, 855, 866, 877, 880—887, 888 та 889 |
| 845     | Нью-Йорк (округи Дачесс, Орандж, Патнам, Рокленд, Салліван та Ольстер) | 2000, створений поділом з 914 року |
| 846     | не використовується | |
| 847     | Іллінойс (північне та північно-західне передмістя Чикаго, включаючи озеро, північний Кук, північний Кейн та крайній південно-східний округ Макгенрі. Включає Еванстон, Скокі, Найлс, Парк-Рідж, Дес-Плейнс та Маунт-Проспект) | 1996, створений розколом від 708 1998, накладений на 224 |
| 848     | Нью-Джерсі (Нью-Брансвік, Лейквуд, Нептьюн, Форт-Дікс та більша частина східно-центральної частини Нью-Джерсі) | 2001, накладений на 732 |
| 849     | Домініканська республіка | 2009, накладений на 809 та 829 |
| 850     | північно-західна Флорида (Аппалачикола, Пенсакола, Таллахассі, Квінсі, Панама-Сіті, Військово-морська повітряна станція Пенсакола, База ВПС Еглін та весь штат Флорида Панхендл) | 1997, створений розколом від 904 накладений на 448 22 червня 2021 року |
| 851     | не використовується | зарезервовані для використання в Канаді, але дата вступу в силу не призначена |
| 852-853 | не використовується | |
| 854     | Південна Кароліна (Чарлстон, Флоренс, Гілтон-Гед-Айленд, Мертл-Біч, база повітряних сил Чарльстона та більша частина південно-східної Південної Кароліни) | 2015, накладений на 843 |
| 855     | безкоштовна телефонна служба | 2010, створений як подальше розширення 800 див. також 800, 822, 833, 844, 866, 877, 880—887, 888 та 889 |
| 856     | Нью-Джерсі (Черрі-Гілл, Камден, Міллвілл, Вайнленд і більша частина південно-західного штату Нью-Джерсі) | 1999, створений розколом від 609 |
| 857     | Массачусетс (Бостон, Кембридж, Квінсі, Ньютон, Еверетт та околиці) | 2001, накладений на 617 |
| 858     | Каліфорнія (Сан-Дієго та передмістя) | 1999, створений розколом від 619 2017, об'єднаний з 619 як накладення |
| 859     | Кентуккі (Лексінгтон, Ричмонд, Данвілл, Ковінгтон, Флоренс та найпівнічніший Кентуккі) | 2000, створений розколом від 606 Мнемоніка: UKY — Університет Кентуккі знаходиться в самому густонаселеному місті Лексінгтон 859 року |
| 860     | Коннектикут (Гартфорд, Бристоль, Норвіч; і північний та східний Коннектикут) | 1995, створений розколом з 203 2014, накладений на 959 |
| 861     | не використовується | |
| 862     | Нью-Джерсі | 2001, накладений на 973 |
| 863     | Флорида (Лейкленд, Бартоу, Сібрінг, Вінтер-Гейвен на півдні центральної Флориди) | 1999, створений розколом від 941 |
| 864     | Південна Кароліна (Апстейт, включаючи Грінвіль, Спартанбург, Андерсон, Клемсон та більшу частину північно-західної Південної Кароліни) | 1995, створений розколом від 803 Мнемоніка: UNIversity — за цим кодом знаходяться 24 коледжі та університети, включаючи університет Андерсона, Університет Боба Джонса, Клемсонський університет, Університет Фурмана, Колледж Конверс, Коледж Воффорд та Університет Південної Кароліни штату |
| 865     | Теннессі (Ноксвілл, Алкоа, Ейтенз, Клінтон, Кросвілл, Дейтон, Гатлінбург, Лаудон, Мерівілл, Ньюпорт, Оук-Ридж, Олівер-Спрінгс, Піджен-Фордж , Роквуд, Світвотер та ін., на сході штату Теннессі) | 1999, створений шляхом розколу з 423 Мнемоніка: VOL — Університет Теннессі, спортивні команди якого називаєються «добровольцями», знаходиться в Ноксвіллі, найбільш густонаселеному місті, що обслуговується цим кодом |
| 866     | безкоштовна телефонна служба | 2000, створений як подальше розширення 800 див. також 800, 822, 833, 844, 855, 877, 880—887, 888 та 889 |
| 867     | Канадські території: Юкон, Північно-Західні території та Нунавут | 1997, створений з частин 403 та 819 мнемоніка: ТОР світу мнемоніка: 1867 рік був роком конфедерації Канади (формування; деякі дзвінки на міжміський телефонний код 867 повинні починатися з 1-867) |
| 868     | Тринідад і Тобаго (весь) | 1997, створений розколом від 809 мнемоніка: TNT |
| 869     | Сент-Кітс і Невіс (весь) | 1996, створений розколом від 809 |
| 870     | Арканзас (Тексаркана, Джонсборо, Пайн-Блафф; південний, східний та північно-східний Арканзас) | 1997, створений розколом від 501 щоб в майбутньому накласти 327 |
| 871     | не використовується | зарезервовані для використання в Канаді, але дата вступу в силу не призначена |
| 872     | Іллінойс | Накладки на 312 та 773, введені в експлуатацію 7 листопада 2009 р. мнемоніка: USA |
| 873     | Квебек (Західний Квебек, за винятком Монреалю 514 та околиць 450. Велика територія, включаючи Абітібі-Теміскамінгу, Естрі, Морісі, Утауа, Шербрук та Труа-Рив'єр) | 2012, накладений на 819 код регіону 468 зарезервований як третій код для регіону |
| 874-875 | не використовується | |
| 876     | Ямайка | 1997, створений розколом від 809 накладений на 658 30 листопада 2018 року |
| 877     | безкоштовна телефонна служба | 1998, створений як накладання 800 див. також 800, 822, 833, 844, 855, 866, 880—887, 888 та 889 |
| 878     | Пенсільванія | 2001, накладений на 412 та код міста 724 |
| 879     | Ньюфаундленд (весь) | Мав набути чинності 24 листопада 2018 року, однак 5 вересня 2017 року його виконання було призупинено та перенесено на березень 2024 року; дата його реалізації планувалася на 20 травня 2022 р., але її виконання було призупинено та перенесено на червень 2028 р. |
| 880-887 | Не використовується — зарезервовано для подальшого безкоштовного розширення | Коди 880—882 використовувались (до 1 квітня 2004 р.), щоб дозволити міжнародним клієнтам отримати доступ до безкоштовних номерів, які вони не могли б отримати, сплативши міжнародну частину мита. 880 був у парі з 800, 881 з 888 і 882 з 877. див. також 800, 822, 833, 844, 855, 866, 877, 888 та 889 |
| 888     | безкоштовна телефонна служба | 1996, створений як накладання 800 див. також 800, 822, 833, 844, 855, 866, 877, 880—887 та 889 |
| 889     | Не використовується — зарезервовано для подальшого безкоштовного розширення | див. також 800, 822, 833, 844, 855, 866, 877, 880—887 та 888 |
| 890-899 | Не використовується — зарезервовано для потенційного розширення Плану нумерації в Північній Америці | |

### 900—999
| Код     | Територія або використання | Примітки |
| ------- | --- | --- |
| 900     | телефонні номери преміум-класу | |
| 901     | Теннессі (Мемфіс, Ковінгтон, Германтаун, Самервілл та крайній південно-західний штат Теннессі, переважно в окрузі Шелбі) | спочатку охоплював весь штат Теннессі 1954, розділений, щоб створити 615 2001, розділений, щоб створити 731 |
| 902     | Нова Шотландія та острів Принса Едуарда | спочатку охоплював Нью-Брансвік 1955, розділений, щоб дати Нью-Брансвіку власний код міста 506 Ньюфаундленд був доданий до зони обслуговування, коли він приєднався до Канади в 1949 році. Коли було створено код 506, Ньюфаундленду було призначено код разом із Нью-Брансвіком. У 1962 році Ньюфаундленд отримав власний код 709. 2014, накладений на 782 |
| 903     | Техас (Тайлер, Шерман, Лонгв'ю, Маршалл, Палестін, Джексонвілл, Картедж та Північно-Східний Техас) | до 1990 року код міста обслуговував Тіхуану, Мексику, та прилеглі райони, що межують із США 1990, створений розколом від 214 2003, накладений на 430 |
| 904     | Флорида (Джексонвілл, Сент-Августин, Старк і більша частина північно-східної Флориди) | 1965, створений розколом від 305 1995, розділений, щоб створити 352 1997, розділений, щоб створити 850 |
| 905     | Онтаріо (регіон Ніагарського водоспаду, Гамільтон і область Великого Торонто, крім міста Торонто) | до 1991 року був кодом міста Мехіко 1993, створений розколом з 416 2001, накладений на 289 2013, накладений на 365 У 2021 р. буде накладено на 742 |
| 906     | Мічиган: Верхній півострів (Солт-Сент-Марі, Есканаба, Хоутон, Залізна гора, Маркетт, Меноміні та ін.) | 1961, створений розколом від 616 |
| 907     | вся Аляска за винятком одинокого прикордонного міста Гайдер | |
| 908     | Нью-Джерсі (Альфа, Вашингтон, Елізабет, Уоррен, Плейнфілд та західно-центральний штат Нью-Джерсі) | 1991, створений розколом від 201 1997, розділений, щоб створити 732 |
| 909     | Каліфорнія (південно-західний округ Сан-Бернардіно та невелика частина округів Лос-Анджелес та Ріверсайд, включаючи Фонтану, Помону, Чино-Гіллс, Клермонт, Чино, Онтаріо, Редлендс) | 1992, створений розколом від 714 2004, розділений, щоб створити 951 2021, накладений на 840 |
| 910     | Північна Кароліна (Файєтвілль, Вілмінгтон, Форт-Брегг, авіабаза Сеймура Джонсона, Джексонвіль, Ламбертон та більша частина південно-східної Північної Кароліни) | до 1981 р., використовується AT&T для своєї послуги TWX (Telex) (разом із 510, 610, 710 та 810) 1993, створений розколом від 919 1997, розділений, щоб створити 336 |
| 911     | Не доступний як код міста — використовується як екстрений номер телефону у всіх географічних та негеографічних районах | |
| 912     | Джорджія (Саванна, Стейтсборо, Вайдейліа, Вейкросс, Брансвік, Дуглас та південно-східна Джорджія) | 1954, створений шляхом від'єднання від 404 для надання Джорджії двох телефонних кодів 2000, розділений, щоб створити 229 і 478 |
| 913     | Канзас (Канзас-Сіті, Канзас, Оверленд-Парк, Олайте, Ленекса, Лівенворт, Боннер-Спрінгс, Ді-Сото, частини східного Канзасу) | 1997, розділений, щоб створити 785 |
| 914     | Нью-Йорк (округ Вестчестер) | 1951, розділений, щоб створити 516 2000, розділений, щоб створити 845 |
| 915     | Техас (весь округ Ель-Пасо та частини округу Хадспет) | 1953, розділений, щоб створити частину 817 1957, розділений, щоб створити частину 806 2003, розділений, щоб створити 325 та 432 |
| 916     | Каліфорнія (столичний район Сакраменто) | спочатку охоплював близько третини Каліфорнії 1958, розділений, щоб створити 209 1997, розділений, щоб створити 530 2018, накладений на 279 |
| 917     | Нью-Йорк (Нью-Йорк: в основному мобільні телефони) | 1992, накладений на 212 та 718 1999, частини накладені на 646 1999, частини накладені на 347 2011, частини накладені на 929 2017, частини накладені на 332 |
| 918     | Оклахома (Талса, Бартелсвілл, Макалестер, Маскогі, Генрієтта та північно-східна Оклахома) | 1953 створений розколом від 405, щоб дати Оклахомі два телефонні коди, один із центром в місті Оклахома-Сіті, а другий у центрі міста Талса 2011, накладений на 539 |
| 919     | Північна Кароліна (Дослідницький трикутник — включаючи Ролі, столицю штату; Дарем, Кері та Чапел-Гілл — плюс Голдсборо та інші частини північно-центральної Північної Кароліни) | 1954, створений шляхом відриву від 704, щоб надати Північній Кароліні два коди регіонів 1998, розділений, щоб створити 252 2012, накладений на 984 |
| 920     | Вісконсин (Епплтон, Шебойган, Ошкош, Грін-Бей, Манітовок, Маркетт, Фон-дю-Лак та частини східного Вісконсина, але не округ Мілвокі) | 1997, створений поділом з 414 в майбутньому накласти на 274 |
| 921     | не використовується | |
| 922     | не використовується | легко впізнаваний код (ERC) |
| 923-924 | не використовується | |
| 925     | Каліфорнія (внутрішні райони Східної затоки — Лівермор, Конкорд, Плезант-Гілл, Волнат-Крік, Мартінес, Плезантон і Дублін, на схід від пагорбів, що оточують затоку Сан-Франциско) | 1998, створений розколом від 510 |
| 926     | не використовується | |
| 927     | Флорида (Орландо, Сенфорд, Сент-Клауд, Кіссіммі та частина східно-центральної Флориди) | було зарезервовано для стільникових телефонів у 407 областях, але це було скасовано |
| 928     | Аризона (Флегстафф, Кінгмен, Лейк-Гавасу-Сіті, Пейдж, Пейсон, Прескотт, Туба-Сіті, Вільямс, Вінслов, Віндов-Рок, Юма та більша частина північної та західної Аризони, включаючи Національний парк Гранд-Каньйон, долину нижньої річки Колорадо та Навахо)                                                                                             | 2001, створений розколом від 520 |
| 929     | Нью-Йорк (Нью-Йорк: Бронкс, Бруклін, Квінз, Стейтен-Айленд і Марбл-Гілл) | 2011, накладений на 347, 718 та частину 917 |
| 930     | Індіана (Південна Індіана, включаючи Блумінгтон, Евансвілл, Терре-Хот, Колумбус, Джефферсонвілл, Лоренсбург, Медісон та Нью Олбані) | 2015, накладений на 812 |
| 931     | Теннессі (Середній Теннессі, за винятком району Нашвілл, який знаходиться в 615: Кларксвілл, Манчестер, Коламбія, Куквілл, Спарта) | 1997, створений розколом від 615 |
| 932     | колись зарезервований як третій код міста для Західної Вірджинії, але він був замінений на код обміну 304—932 у Чарльстоні | |
| 933     | не використовується | легко впізнаваний код (ERC) |
| 934     | Нью-Йорк (округ Саффолк на Лонг-Айленді) | 2016, накладений на 631 |
| 935     | призначено для полегшення нумерації 619 (Сан-Дієго, Каліфорнія), але це призупинено на невизначений час | |
| 936     | Техас (Накодочес, Лафкін, Конро, Гантсвіль, Сентер та Південно-Східний Техас) | 2000, створений розколом від 409 |
| 937     | Огайо (Дейтон, Спрингфілд та південний захід штату Огайо на північ та схід від столичного району Цинциннаті) | 1996, створений розколом з 513 2020, накладений на 326 |
| 938     | Алабама (Гантсвілл, Анністон, Каллмен, Декейтер, Флоренс, Форт-Пейн, Гадсден, Медісон, Шеффілд, Таскамбія) | 2010, накладений на 256 |
| 939     | Пуерто-Рико | 2001, накладений на 787 |
| 940     | Техас (Техас безпосередньо на північ від метрополітену Даллас — Форт-Верт: Дентон, Вічита-Фоллс, Декейтер, Гейнсвілл, Вернон тощо) | 1997, створений розколом від 817 |
| 941     | Флорида (узбережжя Мексиканської затоки безпосередньо на південь від затоки Тампа: усі округи Манаті, округ Сарасота та округ Шарлотт; включають Брейдентон, Порт-Шарлотт, Сарасоту та Пунта-Горду) | 1995, створений розколом від 813 1999, розділений, щоб створити 863 2002, розділити, щоб створити 239 |
| 942     | не використовується | |
| 943     | Джорджія (Атланта Метрополітан Арея) | Будуть накладені коди регіонів 404, 770, 678 та 470 15 серпня 2022 року |
| 944     | не використовується | легко впізнаваний код (ERC) |
| 945     | Даллас-Форт Ворт Метрополитан Арея | 2021, накладений на 214, 469 та 972 |
| 946     | не використовується | |
| 947     | Мічиган (округ Окленд) | 2002, накладений на 248 |
| 948     | Вірджинія (частина дороги Хемптон та східний берег Вірджинії) | наразі не використовується, накладе 757 9 травня 2022 року |
| 949     | Каліфорнія: округ Південний Оріндж (Ірвін, Лейк-Форест, Мішн-В'єхо, Корона-дель-Мар, Сан-Клементе, Лагуна-Біч, Дана-Пойнт, Сан-Хуан-Капістрано, Ранчо-Санта-Маргарита та частини пляжу Ньюпорт та Коста-Меса) | 1998, створений розколом від 714 |
| 950     | Не код міста. Пристравка 950 спочатку використовувалася для доступу до конкуруючих міжобмінних операторів: абонент зателефонував би 950-XXXX, щоб зв'язатися з певним оператором, а потім набрав міжміський номер. Ця група функцій «B» замінена на 1010xxx групою функцій додзвона «D», але обмін залишається зарезервованим у кожному коді регіону. | |
| 951     | Каліфорнія (західний округ Ріверсайд, включаючи Ріверсайд, Корона, Лейк-Элсінор, Міра-Лома, долина Морено, Санд-Сіті, Темекула, Вінчестер, Лейкв'ю та ін.) | 2004, створений поділом з 909 |
| 952     | Міннесота (Блумінгтон, Іден-Прері, Ідайна, Міннетонка, Часка та південно-західний передмістя Міннеаполіса) | 2000, створений шляхом тристороннього розділення з 612 (разом із 763) |
| 953     | не використовується | |
| 954     | Флорида (весь округ Бровард: Форт-Лодердейл, Голлівуд, Корал-Спрінгс тощо) | 1995, створений розколом від 305 2002, накладений на 754 |
| 955     | не використовується | легко впізнаваний код (ERC) |
| 956     | Техас (Ларедо, Гарлінген, Браунсвілл, Мак-Аллен і найпівденніший Техас) | 1997, створений шляхом розколу з 210 |
| 957-958 | не використовується | |
| 959     | Коннектикут | 2014, накладений на 860 |
| 960-969 | Не використовується — блок зарезервований на випадок, якщо колись знадобляться послідовні номери | 966 — це також ERC |
| 970     | Колорадо (Гранд-Джанкшн, Аспен, Дюранго, Естес-Парк, Форт-Коллінс, Фриско, Гленвуд-Спрінгс, Грілі, Пергаторі Резорт, Стімбоут-Спрінгс, Теллерайд, Вейл, Рокі-Маунтін, Національний парк динозаврів і більша частина півночі-центрального, південно-центрального та західного Колорадо)                                                                | 1995, створений розколом від 303 |
| 971     | Орегон (Портленд, Сейлем, Гіллсборо, Бівертон і більша частина північно-західного штату Орегон) | 2000, частково накладений на 503; у 2008 році до нього були додані округ Клатсоп та округ Тілламук |
| 972     | Техас (столичний район Далласа) | 1996, розділений з 214 1999, 214 та 972 були об'єднані та накладені на 469 2021, накладений на 945 рік |
| 973     | Нью-Джерсі (Ньюарк, Патерсон та більша частина північно-східного Нью-Джерсі) | 1997, створений розколом від 201 2001, накладений на 862 |
| 974     | не використовується | |
| 975     | призначений для полегшення нумерації до 816 (штат Міссурі), але призупинено на невизначений час | |
| 976     | не використовується | |
| 977     | не використовується | легко впізнаваний код (ERC) |
| 978     | Массачусетс (Фітчбург, Ловелл, Лоренс, Пібоді та північно-східний Массачусетс) | 1997, створений розколом від 508 2001, накладений на 351 |
| 979     | Техас (Вортон, Браян, Бей-Сіті, Колледж-Стейшн, озеро Джексон, Ла-Грандж і південний схід Техасу) | 2000, створений розколом від 409 |
| 980     | Північна Кароліна | 2001, накладений на 704 |
| 981-982 | не використовується | |
| 983     | Денвер, штат Колорадо | набув чинності 12 квітня 2022 року, накладений на 303 та 720 |
| 984     | Північна Кароліна | 2012, накладений на 919 |
| 985     | Луїзіана (Хаума, Слайделл та південний схід Луїзіани, за винятком Нового Орлеана) | 2001, створений розколом від 504 |
| 986     | Айдахо | 2017, накладений на 208 |
| 987     | не використовується | |
| 988     | Не код міста; буде призначеним 3-значним номером для Національної лінії допомоги щодо запобігання самогубствам та Гарячої лінії по питанню психічного здоров'я (в даний час обслуговується 800-273-8255 [800-273-TALK]) | Діє 16 липня 2022 року |
| 989     | Мічиган (Алпіна, Маунт-Плезант, Бей-Сіті, Сагіно, Мідленд, Овоссо та частина центральної частини Мічигану) | 2000, створений розколом від 517 |
| 990-999 | Не використовується — зарезервовано для потенційного розширення Плану нумерації в Північній Америці | |

## Коди регіонів за штатом, провінцією чи країною
Майбутні коди регіонів пишуть курсивом

### Сполучені Штати
| Країна                     | Коди (курсив ще не активний) |
| Алабама (список)           | 205, 251, 256, 334, 659, 938 |
| Аляска (список)            | 907 (лише для Гайдера: 236, 250, 778) |
| Аризона (список)           | 480, 520, 602, 623, 928 |
| Арканзас (список)          | 327, 479, 501, 870 |
| Каліфорнія (список)        | 209, 213, 279, 310, 323, 341, 408, 415, 424, 442, 510, 530, 559, 562, 619, 626, 628, 650, 657, 661, 669, 707, 714, 747, 760, 805, 818, 820, 831, 840, 858, 909, 916, 925, 949, 951 |
| Колорадо (список)          | 303, 719, 720, 970, 983 |
| Коннектикут (список)       | 203, 475, 860, 959 |
| Делавер (список)           | 302 |
| Округ Колумбія (список)    | 202, 771 |
| Флорида (список)           | 239, 305, 321, 352, 386, 407, 448, 561, 656, 689, 727, 754, 772, 786, 813, 850, 863, 904, 941, 954                                                                                 |
| Джорджія (список)          | 229, 404, 470, 478, 678, 706, 762, 770, 912, 943 |
| Гаваї (список)             | 808 |
| Айдахо (список)            | 208, 986 |
| Іллінойс (список)          | 217, 224, 309, 312, 331, 447, 464, 618, 630, 708, 730, 773, 779, 815, 847, 872 |
| Індіана (список)           | 219, 260, 317, 463, 574, 765, 812, 930 |
| Айова (список)             | 319, 515, 563, 641, 712 |
| Канзас (список)            | 316, 620, 785, 913 |
| Кентуккі (список)          | 270, 364, 502, 606, 859 |
| Луїзіана (список)          | 225, 318, 337, 504, 985 |
| Мен (список)               | 207 |
| Меріленд (список)          | 227, 240, 301, 410, 443, 667 |
| Массачусетс (список)       | 339, 351, 413, 508, 617, 774, 781, 857, 978 |
| Мічиган (список)           | 231, 248, 269, 313, 517, 586, 616, 679, 734, 810, 906, 947, 989 |
| Міннесота (список)         | 218, 320, 507, 612, 651, 763, 952 |
| Міссісіпі (список)         | 228, 601, 662, 769 |
| Міссурі (список)           | 314, 417, 557, 573, 636, 660, 816, 975 |
| Монтана (список)           | 406 |
| Небраска (список)          | 308, 402, 531 |
| Невада (список)            | 702, 725, 775 |
| Нью-Гемпшир (список)       | 603 |
| Нью-Джерсі (список)        | 201, 551, 609, 640, 732, 848, 856, 862, 908, 973 |
| Нью-Мексико (список)       | 505, 575 |
| Нью-Йорк (список)          | 212, 315, 332, 347, 516, 518, 585, 607, 631, 646, 680, 716, 718, 838, 845, 914, 917, 929, 934                                                                                      |
| Північна Кароліна (список) | 252, 336, 704, 743, 828, 910, 919, 980, 984 |
| Північна Дакота (список)   | 701 |
| Огайо (список)             | 216, 220, 234, 283, 326, 330, 380, 419, 440, 513, 567, 614, 740, 937 |
| Оклахома (список)          | 405, 539, 572, 580, 918 |
| Орегон (список)            | 458, 503, 541, 971 |
| Пенсільванія (список)      | 215, 223, 267, 272, 412, 445, 484, 570, 582, 610, 717, 724, 814, 878 |
| Род-Айленд (список)        | 401 |
| Південна Кароліна (список) | 803, 839, 843, 854, 864 |
| Південна Дакота (список)   | 605 |
| Теннессі (список)          | 423, 615, 629, 731, 865, 901, 931 |
| Техас (список)             | 210, 214, 254, 281, 325, 346, 361, 409, 430, 432, 469, 512, 682, 713, 726, 737, 806, 817, 830, 832, 903, 915, 936, 940, 945, 956, 972, 979                                         |
| Юта (список)               | 385, 435, 801 |
| Вермонт (список)           | 802 |
| Вірджинія (список)         | 276, 434, 540, 571, 703, 757, 804, 826, 948 |
| Вашингтон (список)         | 206, 253, 360, 425, 509, 564 |
| Західна Вірджинія (список) | 304, 681 |
| Вісконсин (список)         | 262, 274, 414, 534, 608, 715, 920 |
| Вайомінг (список)          | 307 |

### Канада
| Провінція або територія    | Коди (курсив — ще не активний)                                                                     |
| Альберта                   | 368, 403, 587, 780, 825                                                                            |
| Британська Колумбія        | 236, 250, 604, 672, 778                                                                            |
| Манітоба                   | 204, 431, 584                                                                                      |
| Нью-Брансвік               | 428,506                                                                                            |
| Ньюфаундленд и Лабрадор    | 709, 879                                                                                           |
| Північно-західні території | 867                                                                                                |
| Нова Шотландія             | 782, 902                                                                                           |
| Нунавут                    | 867                                                                                                |
| Онтаріо                    | 226, 249, 289, 343, 365, 382, 387, 416, 437, 519, 548, 613, 647, 683, 705, 742, 753, 807, 905, 942 |
| Острів Принца Едварда      | 782, 902                                                                                           |
| Квебек                     | 263, 354, 367, 418, 438, 450, 468, 514, 579, 581, 819, 873                                         |
| Саскачеван                 | 306, 474, 639                                                                                      |
| Юкон                       | 867                                                                                                |

### Карибські та Атлантичні острови
| Територія                     | Коди (курсив — ще не активний) |
| Ангілья                       | 264                            |
| Антигуа та Барбуда            | 268                            |
| Багами                        | 242                            |
| Барбадос                      | 246                            |
| Бермудські острови            | 441                            |
| Британські Віргінські острови | 284                            |
| Кайманові острови             | 345                            |
| Домініка                      | 767                            |
| Домініканська республіка      | 809, 829, 849                  |
| Гренада                       | 473                            |
| Ямайка                        | 658, 876                       |
| Монтсеррат                    | 664                            |
| Пуерто-Рико                   | 787, 939                       |
| Сент-Кітс і Невіс             | 869                            |
| Сент-Люсія                    | 758                            |
| Сент-Вінсент і Гренадини      | 784                            |
| Сінт-Мартен                   | 721                            |
| Тринідад і Тобаго             | 868                            |
| Острови Теркс і Кайкос        | 649                            |
| Віргінські острови            | 340                            |

### Тихоокеанські території США
| Територія                   | Коди |
| Американське Самоа          | 684  |
| Гуам                        | 671  |
| Північні Маріанські острови | 670  |
| Атол Мідвей, острів Вейк    | 808  |

### Негеографічні коди регіонів
|                                                       | Коди (курсив — ще не активний) |
| Спеціальні служби Канади                              | 600, 622, 633, 644, 655, 677, 688 |
| Спеціалізовані сервіси для обміну операторами зв'язку | 700 |
| Послуги персонального зв'язку                         | 500, 521, 522, 523, 524, 525, 526, 527, 528, 529, 532, 533, 535, 538, 542, 543, 544, 545, 546, 547, 549, 550, 552, 553, 554, 556, 566, 558, 569, 577, 578, 588, 589 |
| Послуги преміум-дзвінків                              | 900 |
| Безкоштовний                                          | 800, 822, 833, 844, 855, 866, 877, 880, 881, 882, 883, 884, 885, 886, 887, 888, 889                                                                                 |
| Уряд США                                              | 710 |

## Зведена таблиця
Таблиця кодів регіону NANP
|     |     |     |     |     |     |     |     |     |     |
| 200 | 201 | 202 | 203 | 204 | 205 | 206 | 207 | 208 | 209 |
| 210 | 211 | 212 | 213 | 214 | 215 | 216 | 217 | 218 | 219 |
| 220 | 221 | 222 | 223 | 224 | 225 | 226 | 227 | 228 | 229 |
| 230 | 231 | 232 | 233 | 234 | 235 | 236 | 237 | 238 | 239 |
| 240 | 241 | 242 | 243 | 244 | 245 | 246 | 247 | 248 | 249 |
| 250 | 251 | 252 | 253 | 254 | 255 | 256 | 257 | 258 | 259 |
| 260 | 261 | 262 | 263 | 264 | 265 | 266 | 267 | 268 | 269 |
| 270 | 271 | 272 | 273 | 274 | 275 | 276 | 277 | 278 | 279 |
| 280 | 281 | 282 | 283 | 284 | 285 | 286 | 287 | 288 | 289 |
| 290 | 291 | 292 | 293 | 294 | 295 | 296 | 297 | 298 | 299 |
| 300 | 301 | 302 | 303 | 304 | 305 | 306 | 307 | 308 | 309 |
| 310 | 311 | 312 | 313 | 314 | 315 | 316 | 317 | 318 | 319 |
| 320 | 321 | 322 | 323 | 324 | 325 | 326 | 327 | 328 | 329 |
| 330 | 331 | 332 | 333 | 334 | 335 | 336 | 337 | 338 | 339 |
| 340 | 341 | 342 | 343 | 344 | 345 | 346 | 347 | 348 | 349 |
| 350 | 351 | 352 | 353 | 354 | 355 | 356 | 357 | 358 | 359 |
| 360 | 361 | 362 | 363 | 364 | 365 | 366 | 367 | 368 | 369 |
| 370 | 371 | 372 | 373 | 374 | 375 | 376 | 377 | 378 | 379 |
| 380 | 381 | 382 | 383 | 384 | 385 | 386 | 387 | 388 | 389 |
| 390 | 391 | 392 | 393 | 394 | 395 | 396 | 397 | 398 | 399 |
| 400 | 401 | 402 | 403 | 404 | 405 | 406 | 407 | 408 | 409 |
| 410 | 411 | 412 | 413 | 414 | 415 | 416 | 417 | 418 | 419 |
| 420 | 421 | 422 | 423 | 424 | 425 | 426 | 427 | 428 | 429 |
| 430 | 431 | 432 | 433 | 434 | 435 | 436 | 437 | 438 | 439 |
| 440 | 441 | 442 | 443 | 444 | 445 | 446 | 447 | 448 | 449 |
| 450 | 451 | 452 | 453 | 454 | 455 | 456 | 457 | 458 | 459 |
| 460 | 461 | 462 | 463 | 464 | 465 | 466 | 467 | 468 | 469 |
| 470 | 471 | 472 | 473 | 474 | 475 | 476 | 477 | 478 | 479 |
| 480 | 481 | 482 | 483 | 484 | 485 | 486 | 487 | 488 | 489 |
| 490 | 491 | 492 | 493 | 494 | 495 | 496 | 497 | 498 | 499 |
| 500 | 501 | 502 | 503 | 504 | 505 | 506 | 507 | 508 | 509 |
| 510 | 511 | 512 | 513 | 514 | 515 | 516 | 517 | 518 | 519 |
| 520 | 521 | 522 | 523 | 524 | 525 | 526 | 527 | 528 | 529 |
| 530 | 531 | 532 | 533 | 534 | 535 | 536 | 537 | 538 | 539 |
| 540 | 541 | 542 | 543 | 544 | 545 | 546 | 547 | 548 | 549 |
| 550 | 551 | 552 | 553 | 554 | 555 | 556 | 557 | 558 | 559 |
| 560 | 561 | 562 | 563 | 564 | 565 | 566 | 567 | 568 | 569 |
| 570 | 571 | 572 | 573 | 574 | 575 | 576 | 577 | 578 | 579 |
| 580 | 581 | 582 | 583 | 584 | 585 | 586 | 587 | 588 | 589 |
| 590 | 591 | 592 | 593 | 594 | 595 | 596 | 597 | 598 | 599 |
| 600 | 601 | 602 | 603 | 604 | 605 | 606 | 607 | 608 | 609 |
| 610 | 611 | 612 | 613 | 614 | 615 | 616 | 617 | 618 | 619 |
| 620 | 621 | 622 | 623 | 624 | 625 | 626 | 627 | 628 | 629 |
| 630 | 631 | 632 | 633 | 634 | 635 | 636 | 637 | 638 | 639 |
| 640 | 641 | 642 | 643 | 644 | 645 | 646 | 647 | 648 | 649 |
| 650 | 651 | 652 | 653 | 654 | 655 | 656 | 657 | 658 | 659 |
| 660 | 661 | 662 | 663 | 664 | 665 | 666 | 667 | 668 | 669 |
| 670 | 671 | 672 | 673 | 674 | 675 | 676 | 677 | 678 | 679 |
| 680 | 681 | 682 | 683 | 684 | 685 | 686 | 687 | 688 | 689 |
| 690 | 691 | 692 | 693 | 694 | 695 | 696 | 697 | 698 | 699 |
| 700 | 701 | 702 | 703 | 704 | 705 | 706 | 707 | 708 | 709 |
| 710 | 711 | 712 | 713 | 714 | 715 | 716 | 717 | 718 | 719 |
| 720 | 721 | 722 | 723 | 724 | 725 | 726 | 727 | 728 | 729 |
| 730 | 731 | 732 | 733 | 734 | 735 | 736 | 737 | 738 | 739 |
| 740 | 741 | 742 | 743 | 744 | 745 | 746 | 747 | 748 | 749 |
| 750 | 751 | 752 | 753 | 754 | 755 | 756 | 757 | 758 | 759 |
| 760 | 761 | 762 | 763 | 764 | 765 | 766 | 767 | 768 | 769 |
| 770 | 771 | 772 | 773 | 774 | 775 | 776 | 777 | 778 | 779 |
| 780 | 781 | 782 | 783 | 784 | 785 | 786 | 787 | 788 | 789 |
| 790 | 791 | 792 | 793 | 794 | 795 | 796 | 797 | 798 | 799 |
| 800 | 801 | 802 | 803 | 804 | 805 | 806 | 807 | 808 | 809 |
| 810 | 811 | 812 | 813 | 814 | 815 | 816 | 817 | 818 | 819 |
| 820 | 821 | 822 | 823 | 824 | 825 | 826 | 827 | 828 | 829 |
| 830 | 831 | 832 | 833 | 834 | 835 | 836 | 837 | 838 | 839 |
| 840 | 841 | 842 | 843 | 844 | 845 | 846 | 847 | 848 | 849 |
| 850 | 851 | 852 | 853 | 854 | 855 | 856 | 857 | 858 | 859 |
| 860 | 861 | 862 | 863 | 864 | 865 | 866 | 867 | 868 | 869 |
| 870 | 871 | 872 | 873 | 874 | 875 | 876 | 877 | 878 | 879 |
| 880 | 881 | 882 | 883 | 884 | 885 | 886 | 887 | 888 | 889 |
| 890 | 891 | 892 | 893 | 894 | 895 | 896 | 897 | 898 | 899 |
| 900 | 901 | 902 | 903 | 904 | 905 | 906 | 907 | 908 | 909 |
| 910 | 911 | 912 | 913 | 914 | 915 | 916 | 917 | 918 | 919 |
| 920 | 921 | 922 | 923 | 924 | 925 | 926 | 927 | 928 | 929 |
| 930 | 931 | 932 | 933 | 934 | 935 | 936 | 937 | 938 | 939 |
| 940 | 941 | 942 | 943 | 944 | 945 | 946 | 947 | 948 | 949 |
| 950 | 951 | 952 | 953 | 954 | 955 | 956 | 957 | 958 | 959 |
| 960 | 961 | 962 | 963 | 964 | 965 | 966 | 967 | 968 | 969 |
| 970 | 971 | 972 | 973 | 974 | 975 | 976 | 977 | 978 | 979 |
| 980 | 981 | 982 | 983 | 984 | 985 | 986 | 987 | 988 | 989 |
| 990 | 991 | 992 | 993 | 994 | 995 | 996 | 997 | 998 | 999 |

| Легенда | |
|         | Доступно для географічного призначення |
|         | Назначено в США |
|         | Назначено в Канаду |
|         | Назначено на острови Карибского басейна, Атлантичного океана та Тихого океана                                                                |
|         | Призначений для негеографіческой використання (особисте спілкування, спеціальне, специфічне для оператора, урядове, безкоштовне, преміальне) |
|         | Зарезервовано для негеографіческой призначення (особистий зв'язок, спеціальні, безкоштовні, легко впізнавані коди)                           |
|         | Не призначається (коди N11, безперервні блоки, допомога в довіднику, доступ до оператора зв'язку)                                            |
|         | Зарезервовано для майбутнього розширення |

## Призначення за роками
| Роки | Присвоєні коди NPA або інша діяльність, як зазначено |
| 1947 | 201, 202, 203, 204, 205, 206, 207, 208, 212, 213, 214, 215, 216, 217, 218, 301, 302, 303, 304, 305, 306, 307, 312, 313, 314, 315, 316, 317, 319, 401, 402, 403, 404, 405, 406, 412, 413, 414, 415, 416, 418, 419, 501, 502, 503, 504, 505, 512, 513, 514, 515, 517, 518, 601, 602, 603, 604, 605, 612, 613, 614, 616, 617, 618, 701, 702, 703, 704, 712, 713, 715, 716, 717, 801, 802, 803, 812, 814, 815, 816, 901, 902, 913, 914, 915, 916 |
| 1948 | 219 |
| 1950 | 417 |
| 1951 | 516, 714 |
| 1953 | 519, 813, 817, 918 |
| 1954 | 308, 507, 606, 607, 615, 912, 919 |
| 1955 | 506, 608 |
| 1957 | 209, 309, 318, 509, 705, 805, 806, 808, 819, 907 |
| 1958 | 609, 809 |
| 1959 | 408, 707 |
| 1961 | 906 |
| 1962 | 709, 807 |
| 1963 | 903 (Тіхуана-Мехікалі; Мексика, зона 6) |
| 1965 | 904 |
| 1966 | 800 |
| 1970 | 706: код псевдо-NPA для північного заходу Мексики (зона 6) 905: код псевдо-NPA для Мехіко (зона 5) |
| 1971 | 900 |
| 1973 | 804 |
| 1980 | 903 зняті і замінені розширенням 706 на північному заході Мексики |
| 1982 | 619 |
| 1983 | 409, 700, 710 |
| 1984 | 718, 818 |
| 1988 | 407, 508, 719 |
| 1989 | 708 |
| 1990 | 903 |
| 1991 | 310, 410, 510, 908706 і 905 виведені з Мексики |
| 1992 | 210, 600, 706, 909, 917 |
| 1993 | 456, 810, 905, 910 |
| 1994 | 610 |
| 1995 | 334, 352, 360, 423, 441, 500, 520, 540, 541, 770, 860, 864, 941, 954, 970 |
| 1996 | 242, 246, 250, 268, 281, 320, 345, 561, 573, 630, 664, 757, 758, 773, 787, 847, 869, 888, 937, 972 |
| 1997 | 228, 240, 248, 253, 254, 264, 267, 284, 330, 336, 340, 425, 435, 440, 443, 473, 530, 562, 580, 626, 649, 650, 660, 670, 671, 732, 734, 740, 760, 765, 767, 781, 785, 830, 850, 867, 868, 870, 876, 920, 931, 940, 956, 973, 978 |
| 1998 | 225, 252, 256, 323, 450, 559, 570, 651, 678, 720, 724, 727, 775, 784, 786, 828, 831, 843, 877, 925, 949 |
| 1999 | 231, 262, 270, 321, 337, 347, 361, 469, 480, 484, 623, 631, 636, 646, 661, 662, 780, 832, 856, 858, 863, 865 |
| 2000 | 229, 234, 478, 571, 641, 682, 763, 845, 859, 866, 936, 952, 971, 979, 989 |
| 2001 | 251, 276, 289, 339, 351, 386, 434, 551, 563, 585, 586, 620, 647, 731, 754, 774, 778, 848, 857, 862, 878, 928, 939, 980, 985 |
| 2002 | 224, 260, 269, 479, 567, 574, 772, 947 |
| 2003 | 239, 325, 430, 432 |
| 2004 | 684, 951 |
| 2005 | 769, 829 |
| 2006 | 226, 424, 438 |
| 2007 | 331, 575, 762, 779 |
| 2008 | 581, 587, 657 |
| 2009 | 385, 442, 475, 533, 681, 747, 849, 872 |
| 2010 | 343, 458, 470, 534, 544, 579, 938 |
| 2011 | 249, 531, 539, 721, 855, 929 |
| 2012 | 431, 566, 667, 669, 873, 984 |
| 2013 | 236, 272, 365, 437, 639, 737, 844 |
| 2014 | 346, 364, 577, 725, 782, 930, 959 |
| 2015 | 220, 588, 622, 628, 629, 854 |
| 2016 | 380, 463, 522, 548, 743, 825, 934 |
| 2017 | 223, 332, 521, 564, 680, 726, 833, 838, 986 |
| 2018 | 279, 367, 445, 523, 640, 820 |
| 2019 | 341, 524, 658, 659, 672, 689 |
| 2020 | 326, 525, 839 |
| 2021 | 368, 447, 448, 474, 572, 582, 742, 771, 840, 945 |
| 2022 | 656, 826, 943, 948 |
| 2023 | 428 |